# Storia della UEFA Champions League
La storia della UEFA Champions League, ovvero la massima competizione internazionale per club d'Europa, è iniziata nel 1955, con l'istituzione della Coppa dei Campioni d'Europa. Il torneo cambiò denominazione nel 1992, venendo ribattezzato UEFA Champions League.

## Storia

### Le origini della competizione
L'idea di calcio internazionale è certamente legata agli incontri fra le squadre nazionali, essendo le società di club confinate nell'ambito interno a ciascun paese. Talune nazioni organizzano manifestazioni comuni quali la Coppa dell'Europa centrale (1927) la Coppa Latina (1949) e la Coppa Grasshoppers (1952), ma questi esperimenti si limitano sempre a un'area geografica di dimensioni contenute. Il concetto di competizione paneuropea per formazioni di club nasce nel 1954, quando sui giornali sportivi francesi, principalmente in risposta ad alcuni articoli del Daily Mail in cui si afferma la supremazia del Wolverhampton a livello europeo, si apre un acceso dibattito su quale fosse la squadra più forte del continente tra gli spagnoli del Real Madrid, gli italiani del Milan, gli ungheresi dell'Honvéd e gli stessi inglesi del Wolverhampton, formazioni all'epoca ai vertici dei rispettivi campionati nazionali. Così il quotidiano transalpino L'Équipe, diretto da Gabriel Hanot, propone alla FIFA e alla neonata UEFA l'idea di un campionato fra i maggiori club d'Europa. Il giornalista a tal proposito scrive:
(Bortolotti, p. 243.)
Entrambe le associazioni non si mostrano entusiaste dell'idea (e in questo erano sostenute dalla federazione nazionale inglese) ma, una volta che L'Équipe si muove privatamente con i dirigenti di numerose società, organizzando una riunione di rappresentanti di svariati club europei nella primavera del 1955, la FIFA impone all'UEFA l'organizzazione del nuovo torneo. Il timore dell'UEFA è quello che un campionato europeo per club possa avere un successo tale da oscurare sia i campionati nazionali, sia il nascente Campionato europeo per nazioni. La confederazione continentale decide pertanto di limitare il progetto, strutturandolo sul meccanismo dell'eliminazione diretta e ammettendo una sola società, indicata dalle federazioni nazionali, per ciascun paese. Nasce così la Coppa dei Campioni d'Europa (in francese Coupe des clubs champions européens, in inglese European Cup), che si disputerà sotto l'egida dell'UEFA. Alla prima stagione del torneo prendono parte, su invito (come avviene per la Coppa delle Fiere), sedici formazioni provenienti dalle principali federazioni calcistiche del continente. Unica assenza di spicco è quella della Football Association inglese, che non ritiene il nuovo trofeo all'altezza del blasone dei fondatori del football.
La prima partita della competizione si gioca il 4 settembre 1955 a Lisbona tra lo Sporting Lisbona e gli jugoslavi del Partizan. Nessuna di queste due squadre vanta in quel momento il titolo nazionale nel proprio paese. Ogni singola federazione è, infatti, libera di designare la propria rappresentante in piena indipendenza, con la vaga condizione che la società prescelta abbia vinto almeno una volta il campionato nazionale in passato. Nei fatti, solo sette delle partecipanti sono campioni in carica; ciò lascerà uno strascico linguistico negli anni successivi, dato che l'espressione Coppa dei Campioni d'Europa sarà tendenzialmente ridotta a Coppa dei Campioni nei paesi che subito hanno a rappresentarli la detentrice dello scudetto, e a Coppa d'Europa negli altri. La formula della competizione prevede la semplice eliminazione diretta con gare di andata e ritorno, a parte la finale, da disputarsi a Parigi in campo neutro. I primi a laurearsi campioni d'Europa sono gli spagnoli del Real Madrid, che battono i francesi dello Stade Reims davanti a 40 000 spettatori. Il successo di pubblico di questa prima stagione convince cinque nuove nazioni, tra cui l'Inghilterra, a entrare in gara. L'UEFA riesce a imporre che ciascuna federazione presenti il proprio campione in carica, con l'unica eccezione, fino al 1960, della possibile coincidenza nella quale la squadra già detentrice del titolo di campione d'Europa vinca il proprio campionato nazionale; in quel caso la seconda classificata in campionato sarà ugualmente ammessa alla competizione.
Il torneo conosce un rapido sviluppo. Nel volgere di pochi anni tutte le 32 federazioni europee decidono di iscrivere i propri campioni; l'ultima a farlo è quella dell'Unione Sovietica nel 1966. L'entusiasmo è tale che nel 1960 sarà creata una identica manifestazione per le vincitrici delle coppe nazionali, la Coppa delle Coppe, la cui prima vincitrice sarà la Fiorentina.

### Il dominio del Real Madrid (1956-1960)
La Coppa dei Campioni, nelle sue prime edizioni, è nettamente dominata dal Real Madrid. Alfredo Di Stéfano, Ferenc Puskás, Raymond Kopa, José Santamaría e Miguel Muñoz furono tra gli artefici delle cinque vittorie consecutive in Coppa dei Campioni tra il 1955-1956 e il 1959-1960.
Alla prima edizione della Coppa dei Campioni, contraddistinta da un'alta media-gol, prendono parte 16 squadre: il Real Madrid campione di Spagna, lo Stade de Reims campione di Francia, il Milan campione d'Italia, il Djurgården campione di Svezia, l'Aarhus campione di Danimarca, il Rot-Weiss Essen campione della Germania occidentale, l'Anderlecht campione del Belgio, lo Sporting Lisbona campione del Portogallo, l'Hibernian (Scozia), il Partizan (Serbia), il Budapesti Vörös Lobogó (Ungheria), il Rapid Vienna (Austria), il Saarbrucken (Saarland), il Gwardia Varsavia (Polonia), il PSV Eindhoven (Paesi Bassi) e il Servette (Svizzera). Nella prima partita della competizione, João Baptista Martins segna il primo gol della Coppa dei Campioni, portando in vantaggio lo Sporting Lisbona: finirà 3-3, con due doppiette per Martins e Milutinović, attaccante del Partizan Belgrado. Il 21 settembre 1955 l'austriaco Alfred Körner segna 3 gol nella partita tra il suo Rapid Vienna e il PSV (6-1): è la prima tripletta nella storia della Coppa dei Campioni. Il 12 ottobre seguente lo jugoslavo Miloš Milutinović realizza quattro gol nella sfida di ritorno contro lo Sporting Lisbona (5-2), infrangendo il record precedente: è il primo poker di reti nella storia del torneo. Ai quarti di finale il Budapest di Nándor Hidegkuti è eliminato dal lo Stade de Reims (8-6) ed esce anche il Partizan Belgrado di Milutinović, al quale non basta la vittoria per 3-0 contro il Real Madrid, a causa della sconfitta per 4-0 rimediata all'andata a Madrid. L'attaccante jugoslavo, grazie a un'altra doppietta proprio contro il Real Madrid, raggiunge quota 8 reti e vince la classifica dei marcatori della Coppa Campioni. Alle semifinali arrivano Real Madrid, Stade de Reims, Milan e Hibernian: il Real Madrid di Alfredo Di Stéfano e Francisco Gento affronta il Milan di Gunnar Nordahl, Nils Liedholm, Juan Alberto Schiaffino e Cesare Maldini, mentre nell'altra semifinale Raymond Kopa guida lo Stade de Reims contro l'Hibernian, arrivato tra le prime quattro d'Europa con le reti di Eddie Turnbull. Lo Stade de Reims regola facilmente gli scozzesi (3-0 complessivo), mentre il Real Madrid fatica a superare il Milan (4-2 all'andata, 2-1 per il club italiano al ritorno), raggiungendo la finale grazie al 5-4 complessivo. In finale, entrambe le squadre schierano il 3-2-5: a Parigi, i francesi dello Stade de Reims passano subito in vantaggio e al 10' sono già avanti per 0-2 con le reti di Michel Leblond e Jean Templin. Quattro minuti più tardi Di Stéfano realizza l'1-2 che accorcia le distanze e alla mezz'ora Héctor Rial rimette il punteggio in parità: si va all'intervallo sul 2-2. Michel Hidalgo realizza il 2-3 per i francesi al 62', ma Marquitos pareggia nuovamente dopo pochi minuti e a dieci dalla fine, poi Rial firma il 4-3 del definitivo successo per la squadra spagnola. Davanti a 40.000 spettatori, i primi campioni d'Europa furono, dunque, gli spagnoli del Real Madrid. 
Il 13 giugno 1956 Santiago Bernabéu fece inserire una nuova clausola nel regolamento della competizione: la squadra vincitrice del trofeo avrebbe potuto difendere il titolo nell'edizione successiva. Bernabéu così garantiva alla propria squadra, il Real Madrid, la partecipazione alla competizione pur non avendo la squadra vinto il campionato nazionale, come invece richiedeva il regolamento originario.
Nell'annata successiva cinque nuove federazioni decidono d'iscriversi alla competizione europea: oltre all'Inghilterra, anche Bulgaria, Cecoslovacchia, Lussemburgo, Romania e Turchia, mentre la Saarland è annessa alla Germania Ovest. Nel primo turno il Manchester Utd travolge l'Anderlecht per 12-0, con 10 reti segnate solo nella gara di ritorno (4 da Dennis Viollet, 3 da Tommy Taylor). Spiccano inoltre le triplette di Marc Boreux per lo Spora Lussemburgo (nella sconfitta per 4-3 contro il Borussia Dortmund), quella di José Luis Artetxe (3-0 dell'Athletic Bilbao contro il Porto) e quella di Alfred Kelbassa, nello spareggio tra Borussia Dortmund e Spora Lussemburgo conclusosi con il risultato di 7-0. Al primo turno i Busby Babes superano anche il Borussia Dortmund (3-2), mentre il Real Madrid si fa fermare dal Rapid Vienna: dopo il 4-2 ottenuto all'andata, gli spagnoli cadono per 3-1 a Vienna (tripletta di Ernst Happel), rischiando anche di uscire subito se non fosse per un gol di Di Stéfano nella ripresa; allo spareggio i Blancos regolano il Rapid Vienna per 2-0. Ai quarti di finale Matt Busby compie un'altra impresa: sotto di 3-0 contro l'Athletic Bilbao, i Red Devils cedono per 5-3; al ritorno, giocato a Manchester, lo United si impone per 3-0 - decisiva la rete di Johnny Berry all'85' - e passano alle semifinali, dove sono raggiunti dal Real Madrid, dalla Fiorentina e dalla Stella Rossa del bomber Borivoje Kostić. Nelle semifinali, la Fiorentina affronta e batte la Stella Rossa (1-0, gol di Maurilio Prini), mentre il Real Madrid estromette il Manchester United (5-3), nelle cui file spicca anche un giovanissimo Bobby Charlton, già in gol alla sua prima stagione europea. In finale la Fiorentina resiste per 70' prima di cadere sotto i colpi delle  Merengues, che hanno una potenza offensiva di primissimo ordine: da sinistra a destra del campo, Gento, Rial, Di Stéfano, Mateos e Kopa, appena arrivato dallo Stade de Reims. L'attaccante mancuniano Viollet è eletto a capocannoniere con 9 reti, davanti al compagno di squadra Taylor.
Nel 1957-1958 debuttano altre tre nazioni, ovvero Irlanda, Irlanda del Nord e Germania Est, mentre la Turchia non manda alcun club in Coppa dei Campioni. Al turno preliminare la Stella Rossa si ritrova di fronte i lussemburghesi del F91 Dudelange: nel ritorno finisce 9-1, con due poker per Jovan Cokić e Kostić. Il Milan, vincente per 4-1 in casa col Rapid Vienna, si fa rimontare nella partita di ritorno, perdendo per 5-2 ed elimina gli austriaci solo allo spareggio (4-2). Ai quarti di finale i rossoneri superano agevolmente il Borussia Dortmund (2-5), il Real Madrid infligge un 10-2 ai connazionali del Siviglia (4 gol di Di Stéfano) e anche gli ungheresi del Vasas arrivano a una storica semifinale, battendo l'Ajax per 6-2. La quarta qualificata alle semifinali è il Manchester United dei Busby Babes, che, dopo aver vinto per 3-1 sulla Stella Rossa all'andata, si ritrova in vantaggio per 3-0 alla fine della prima frazione di gioco e gestisce la parte restante di gara, malgrado la reazione dei serbi, che raggiungono il definitivo 3-3. Il 6 febbraio 1958, però, l'aereo che deve riportare i calciatori mancuniani a casa, partito da Belgrado e fermatosi a rifornirsi di benzina a Monaco di Baviera, si schianta nel tentativo di decollo prima contro la recinzione che circonda l'aeroporto poi su una casa: l'evento, noto come disastro aereo di Monaco di Baviera, causa la morte di 23 passeggeri dei 44 presenti sul velivolo. Periscono, tutti molto giovani, i calciatori Liam Whelan, Tommy Taylor, David Pegg, Mark Jones, Eddie Colman, Roger Byrne e Geoff Bent, oltre a tre membri dello staff della squadra, otto giornalisti e quattro membri dell'equipaggio. Inizialmente il giovane talento Duncan Edwards si salva dall'incidente, pur rimanendo ferito molto gravemente, ma due settimane più tardi morirà in ospedale a causa delle ferite riportate. Anche Matt Busby, l'allenatore dei Red Devils, rimane gravemente ferito nel disastro, per poi riuscire a riprendersi due mesi più tardi; in questo lasso di tempo lascia il posto al suo vice, Jimmy Murphy.

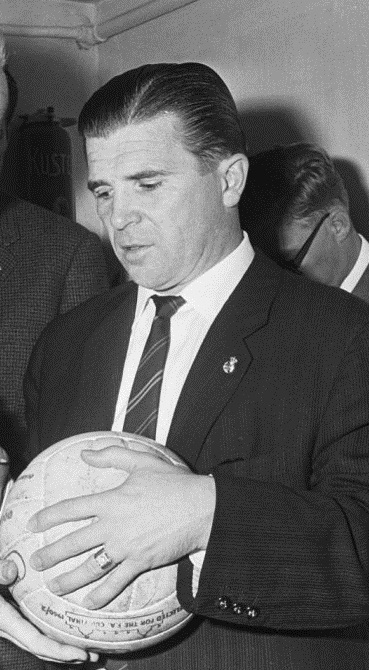
Ferenc Puskás, protagonista di tre successi del Real Madrid e autore di quattro gol nella finale del 1960.

Nonostante l'immane tragedia, il Manchester United deve continuare la competizione. In semifinale affronta il Milan: vince per 2-1 in casa in rimonta (reti di Viollet, sopravvissuto a Monaco di Baviera, e di Ernie Taylor), ma perde per 4-0 al ritorno a Milano. Il Real Madrid supera il Vasas (4-0 in casa, tris di Di Stéfano; 2-0 per il Vasas in Ungheria) e raggiunge la finale. La sfida rimane sul risultato di 0-0 per tutto il primo tempo, venendo sbloccata da Schiaffino al 59'; Di Stéfano pareggia, segnando il proprio decimo gol nel torneo (che gli varranno la vittoria della classifica marcatori), prima che Ernesto Grillo riporti il Milan in vantaggio; in 5' di gioco arrivano tre gol, l'ultimo dei quali segnato da Rial al 79', per il 2-2 dei tempi regolamentari. Si va ai tempi supplementari: in quella che è ritenuta tra le migliori finali del torneo, gli italiani rimangono in partita per un tempo, ma al 107' Gento realizza il gol decisivo, consentendo al Real Madrid di alzare la Coppa Campioni per la terza volta consecutiva. La palma di migliore marcatore va, come detto, a Di Stéfano. In questa stagione il Real Madrid è nel miglior momento di condizione, riuscendo ad avere sia attacco prolifico sia una difesa solida e difficilmente superabile.
Per l'edizione successiva la Coppa dei Campioni si amplia, arrivando a 28 partecipanti: 25 campioni nazionali, più i detentori e campioni di Spagna del Real Madrid, i vicecampioni di Spagna dell'Atlético Madrid e, teoricamente, il Manchester United, invitato in seguito al disastro aereo di Monaco di Baviera, che aveva colpito la squadra solo cinque mesi prima. Alla fine i mancuniani declinano l'ingresso nel tabellone. In seguito al sorteggio effettuato a Cannes, in Francia, a iniziare il torneo dagli ottavi di finale, oltre ai campioni d'Europa del Real Madrid, sono anche CSKA Sofia, Helsingin Palloseura e Wolverhampton. A causa delle forti tensioni tra Grecia e Turchia, l'Olympiakos rifiuta di giocare contro il Beşiktaş, che passa dunque agli ottavi di finale assieme agli svizzeri dello Young Boys, che avrebbero dovuto affrontare i Red Devils. Nelle sfide del primo turno, spiccano le quattro reti di Just Fontaine nella partita tra Ards e Stade de Reims (1-4), l'8-0 dell'Atlético Madrid sul Drumcondra e il pesante 7-0 che la Juventus subisce alla sua prima partecipazione alla Coppa Campioni, nella sfida di ritorno contro gli austriaci del Wiener (4 gol di Josef Hamerl), dopo aver vinto in casa per 3-1 (tripletta di Omar Sívori). Ai quarti di finale lo Stade de Reims cade a Liegi contro lo Standard Liegi per 2-0, ma rimonta nell'incontro di ritorno imponendosi per 3-0 (doppietta di Fontaine); Real e Atlético Madrid vincono senza problemi contro Wiener (7-1, 4 gol firmati Di Stéfano) e Schalke 04 (4-1), accedendo alle semifinali assieme allo Young Boys. Nelle semifinali lo Stade de Reims affronta e batte il club svizzero (3-1 complessivo); il Real Madrid, invece, lotta contro l'Atlético Madrid, vincendo per 2-1 la partita d'andata, ma perdendo 1-0 quella di ritorno; allo spareggio, come due settimane prima, è decisiva la rete dell'ungherese Ferenc Puskás, che lancia i Blancos verso la loro quarta finale consecutiva. Nonostante il talento di Fontaine, capocannoniere della quarta edizione con 10 centri, il Real Madrid può vantare lo stesso attacco di due anni prima e una difesa ancora più forte rispetto agli anni precedenti: in quello che per Kopa è un derby dell'ex, gli spagnoli vincono per 2-0 e si portano a casa la quarta Coppa Campioni, la seconda vinta contro lo Stade de Reims.
Nel 1960, durante la quinta stagione della Coppa dei Campioni, si svolge a Cernobbio, in Italia, il sorteggio per le quattro squadre qualificate direttamente agli ottavi di finale. Oltre al Real Madrid, detentore del trofeo, iniziano dagli ottavi anche Stella Rossa, Young Boys, i danesi del BK 1909 e gli olandesi dello Sparta Rotterdam. Quella del 1959-1960 è la prima partecipazione del Barcellona alla Coppa dei Campioni. Al primo turno i lussemburghesi dello Jeunesse Esch superano i più quotati polacchi del Łódzki Klub Sportowy (6-2) e accedono al turno successivo: il 5-0 ottenuto in casa è la prima vittoria di una squadra lussemburghese nella storia del torneo. Nelle altre sfide, il CSKA Sofia ferma il Barcellona a Sofia (2-2) prima di cadere in Spagna (6-2, triplette di László Kubala ed Evaristo de Macedo). Da segnalare anche i cinque gol di Owe Ohlsson in IFK Göteborg-Linfield (6-1), la tripletta di Giancarlo Danova in Milan-Olympiakos (3-1) e il successo del TJ Cervena Hviezda Bratislava sul Porto (4-1). I finlandesi del KuPs, che avrebbero dovuto giocare contro i tedeschi dell'Eintracht Francoforte, rinunciano a partecipare alla competizione per problemi economici. Agli ottavi di finale il Real ha ragione dello Jeunesse Esch in modo travolgente (12-2, tris di Puskas nel 7-0 rifilato all'andata) e il Barça schianta il Milan per 5-1 con una tripletta dello scatenato Kubala. Sparta Rotterdam e Nizza superano rispettivamente IFK Göteborg e Fenerbahçe solo alla terza partita, con i punteggi di 3-1 e 5-1. Nell'andata dei quarti di finale, a sorpresa, il Nizza batte il Real Madrid in rimonta da 0-2 a 3-2, grazie a tre gol di Victor Nurenberg. Nell'incontro di ritorno, però, i madridisti infliggono un pesante 4-0 ai francesi, eliminandoli dal torneo. Il Barcellona regola facilmente il Wolverhampton per 4-0 in casa e 5-2 in Inghilterra (tris di Sándor Kocsis), mentre Eintracht Francoforte e Rangers fanno più fatica ad estromettere rispettivamente Wiener (3-2) e Sparta Rotterdam (3-2 alla terza partita, grazie a due autogol degli olandesi). In semifinale l'Eintracht Francoforte sbaraglia i Rangers vincendo per 6-1 (doppio Alfred Pfaff), mentre il Real Madrid sconfigge i rivali del Barcellona per 3-1 (doppio Di Stéfano); al ritorno i tedeschi si ripetono, superando gli scozzesi con un altro punteggio tennistico, 6-3 (con un'altra doppietta di Pfaff), mentre il Real Madrid chiude la pratica blaugrana con un altro 3-1 firmato da due reti di Puskas. Si arriva, dunque, alla finale tra Real Madrid ed Eintracht Francoforte, di fronte all'Hampden Park di Glasgow, davanti alle telecamere della BBC e dell'Eurovisione e con la più grande affluenza di sempre allo stadio per una finale di Coppa dei Campioni. Gli spagnoli sono nettamente favoriti, potendo vantare una rosa migliore ed avendo vinto le ultime 4 edizioni, mentre i tedeschi non hanno un undici ricco di stelle né di giocatori che militano nelle nazionali, essendo arrivati in finale senza affrontare grandi squadre. Tuttavia, dopo 19' Richard Kreß sigla l'1-0 per l'Eintracht, illudendo i propri compagni: i Blancos, infatti, rimontano e a fine primo tempo sono avanti per 3-1. Nella ripresa il Real Madrid allunga portandosi sul 5-1 e in cinque minuti si assiste a quattro reti: Puskas al 70', Stein al 71', Di Stéfano al 72', ancora Stein al 75'. Alla fine della partita il punteggio è un netto 7-3, tripletta di Di Stefano e poker di Puskas. Davanti a 127.000 spettatori le Merengues vincono la loro quinta Coppa dei Campioni consecutiva, record tutt'oggi imbattuto. L'ungherese Puskas, non più giovane e senza una condizione fisica ottimale, conclude la propria Coppa Campioni 1959-1960 segnando 12 volte e di conseguenza vincendo in solitaria la classifica marcatori; è a tutt'oggi il giocatore che ha segnato più gol in finale nella storia della Coppa dei Campioni.

### I trionfi e la maledizione del Benfica (1961-1962)
Nel 1960-1961, oltre ai detentori del Real Madrid, partono dagli ottavi di finale anche Panathīnaïkos, Amburgo e Burnley, in seguito al sorteggio effettuato a Parigi. Superano il primo turno tutte le favorite, eccetto la Juventus, che si fa eliminare dal CSKA Sofia (2-0, 1-4) e l'Ajax, che cede contro i norvegesi del Fredrikstad. Accedono al turno successivo anche Spartak Hradec Králové e Wismut Karl-Marx-Stadt in seguito alle rinunce di Steaua Bucarest e Glenavon. Agli ottavi di finale spicca il match-clou tra Real Madrid e Barcellona: a differenza dell'anno prima, i Blaugrana sconfiggono i campioni d'Europa con un punteggio complessivo di 4-3 e per la prima volta dopo cinque anni il Real Madrid esce dalla Coppa Campioni. Ai quarti il Benfica supera agevolmente anche l'Aarhus (7-2) grazie agli attaccanti José Augusto e José Águas, il Rapid Vienna regola il Malmö FF (4-0), il Barcellona si libera facilmente dello Spartak Hradec Králové (5-1), mentre l'Amburgo di Uwe Seeler arriva in semifinale in rimonta, vincendo per 4-1 in casa contro il Burnley dopo aver perso per 3-1 in Inghilterra. Nelle semifinali il Benfica elimina il Rapid Vienna (4-1) e approda all'atto conclusivo del torneo contro il Barcellona, che si qualifica alla finale solo dopo la terza gara contro l'Amburgo (1-0 a Barcellona, 2-1 ad Amburgo con un gol segnato al 90' da Sándor Kocsis e 1-0 per gli spagnoli sul campo neutro di Bruxelles). In finale il Benfica schiera un undici esclusivamente portoghese, affidandosi alle spiccate doti realizzative di José Augusto e di Aguas, supportati a dovere da Joaquim Santana, Mário Coluna e Domiciano Cavém; il Barcellona, invece, schiera un temibile reparto offensivo, composto dal brasiliano Evaristo, dallo spagnolo Luis Suárez e dai tre ungheresi Kubala, Kocsis e Zoltán Czibor. Al 21' Kocsis porta in vantaggio gli spagnoli, ma nel giro di due minuti, tra il 31' e il 32' di gioco, un gol di Aguas e un autogol del portiere e capitano blaugrana Antoni Ramallets determinano il vantaggio del club di Lisbona per 2-1. Nella ripresa Coluna firma il parziale 3-1 e a 15' dalla fine Czibor accorcia sul definitivo 3-2, che consegna la coppa al Benfica. Parte del merito del successo va sicuramente allo stratega ungherese Béla Guttmann, timoniere di una squadra che disputa la finale in modo eccelso dal punto di vista tattico, andando ad aggiudicarsi per la prima volta la Coppa dei Campioni: il Benfica diviene la seconda squadra a vincere il titolo dopo l'egemonia del Real Madrid, durata un lustro. Alla punta Aguas va la classifica marcatori, con 11 gol.

il tecnico magiaro Béla Guttmann (in alto a sinistra) nel 1962 con alcuni giocatori del Benfica tra cui Eusébio, al suo fianco.

Nella settima stagione della Coppa dei Campioni, oltre ai detentori del Benfica, il sorteggio premia Haka e Fenerbahçe, assegnandoli direttamente agli ottavi di finale. Al primo turno spiccano le triplette di Frans Bouwmeester in Feyenoord-IFK Göteborg (8-2), quella di Cliff Jones in Tottenham-Górnik Zabrze (8-1) e la cinquina di Bent Løfqvist in B 1913-Spora Lussemburgo 9-2. Inoltre la UEFA dà il passaggio del turno a tavolino ai tedesco-orientali del Vorwarts Berlino, dopo che fu loro negato il visto d'ingresso nel Regno Unito per andare a giocare a Belfast (Irlanda del Nord) nell'ambito della crisi politica internazionale che portò all'erezione del muro di Berlino. Superano gli ottavi di finale tutte le squadre che godevano dei favori del pronostico e ai quarti arrivano le prime sfide importanti: negli incontri d'andata il Benfica perde per 3-1 in casa del Norimberga, lo Standard Liegi vince con un netto 4-1 sui Rangers, il Dukla Praga batte il Tottenham per 1-0 e la Juventus perde per 0-1 contro il Real Madrid. Al ritorno, nonostante il 2-0 sullo Standard Liegi, i Rangers escono dalla competizione, seguiti da Norimberga (6-0 a Lisbona contro il Benfica, due gol di Eusébio), Dukla Praga (4-1 a Londra contro il Tottenham, doppiette per Bobby Smith e Dave Mackay) e Juventus, che si arrende solo alla terza sfida col Real Madrid (3-1) dopo aver vinto il ritorno per 1-0 in casa dei Blancos con un gol di Sivori. In semifinale il Benfica contiene gli Spurs (4-3) e il Real Madrid elimina senza alcuna difficoltà lo Standard Liegi (6-0), per cui portoghesi e spagnoli giungono in finale: il Benfica è l'attuale campione d'Europa, il Real Madrid, invece, ha vinto 5 delle ultime 6 edizioni del torneo e quando ha raggiunto la finale non ha mai perso. I Blancos schierano Gento, Puskas, Di Stéfano, Luis del Sol e Justo Tejada in attacco, mentre Béla Guttmann fa arretrare Coluna a centrocampo, aumentando così la potenza del proprio reparto offensivo, composto da António Simões, Aguas, Eusébio e José Augusto. Puskás sblocca l'incontro con una doppietta nel giro di 5', Aguas firma il 2-1 e Cavém pareggia il risultato, prima che Puskas realizzi la propria personale tripletta, portando il Real Madrid in vantaggio all'intervallo. Nonostante il punteggio sfavorevole, Guttmann arriva negli spogliatoi dicendo: «La partita è vinta. Loro sono morti». Nella ripresa, l'allenatore ungherese mette Cavém in marcatura su Di Stéfano, in modo da bloccare tutti i palloni indirizzati verso Puskás: dopo pochi minuti Coluna segna il gol del 3-3 e intorno alla mezz'ora della seconda frazione di gioco Eusébio sigla una doppietta, portando il Benfica sul 5-3 e consentendo al club portoghese di vincere la Coppa dei Campioni per la seconda volta consecutiva, che sarà anche l'ultima per il club di Lisbona. Guttmann aveva, infatti, avuto delle divergenze con la dirigenza lusitana per non aver ricevuto alcun premio per la conquista del trofeo, avendo già goduto di un bonus maggiore per aver vinto il campionato l'anno prima. Di conseguenza, l'allenatore lancia una maledizione:
Effettivamente da quel momento la squadra ha perso tutte le cinque finali di Coppa dei Campioni che ha successivamente disputato. Nel 1990, in occasione della finale col Milan che si giocava a Vienna, Eusébio avrebbe pregato senza successo sulla tomba del proprio ex allenatore. Di Stéfano, Puskás, Tejada, Lofqvist ed Heinz Strehl sono i capocannonieri della Coppa dei Campioni 1961-1962, tutti a quota 7 gol.

### La supremazia meneghina: il Milan campione e laGrande Inter(1963-1965)
La Coppa dei Campioni 1962-1963 si amplia a 30 partecipanti: tra queste vi sono i detentori del Benfica, ormai orfani di Guttmann, sostituito dal cileno Fernando Riera. Al primo turno José Altafini e Raymond Crawford segnano 5 gol a testa nelle sfide Milan-Union Luxembourg (12 settembre 1962, 8-0) e Ipswich Town-Floriana (25 settembre 1962, 10-0), eguagliando il record di Ohlsson e Lofqvist. Da segnalare anche l'8-1 inflitto dal Dundee ai danni del Colonia, che nella gara di ritorno vincerà con un netto 4-0, il 7-0 del Vasas sul Fredrikstad, ma soprattutto l'inopinata eliminazione del Real Madrid, finalista dell'edizione precedente, per mano dei belgi dell'Anderlecht (3-3 in rimonta a Madrid, 1-0 in Belgio con gol di Jef Jurion). Al turno successivo passano anche le favorite Benfica, Milan, Stade de Reims e la sorpresa Anderlecht; ai quarti di finale il Milan travolge il Galatasaray, con protagonista assoluto Altafini, che mette a segno 4 reti tra andata e ritorno (8-1 il punteggio complessivo), il Benfica supera di misura il Dukla Praga (2-1), il Dundee elimina l'Anderlecht (6-2) e il Feyenoord esclude dal torneo lo Stade de Reims. In semifinale il Milan trova il Dundee e già nella partita d'andata ipoteca l'accesso alla finale (5-1, vano l'1-0 degli scozzesi al ritorno) mentre il Benfica se l'assicura solo al termine dell'incontro di ritorno conclusosi sul 3-1, dopo l'andata a reti bianche. Il Milan di Nereo Rocco è una squadra molto competitiva, con diversi talenti: spiccano Altafini, i centrocampisti Gianni Rivera e Giovanni Trapattoni e il difensore centrale, nonché capitano, Cesare Maldini. Il punto forte del Benfica resta il reparto offensivo, con Simoes, Eusébio, José Augusto Torres, Santana e José Augusto, con Coluna ormai definitivamente spostato nel ruolo di interno/regista. Eusébio porta in vantaggio i lusitani al 19': riceve palla sui 25 metri e, dopo uno scatto fulmineo, scarica un tiro imparabile per Ghezzi. La Perla nera è il più pericoloso e tecnico dei suoi, mentre dall'altra parte Altafini prova in tutti i modi a trovare il pari: ci riesce al 58' del secondo tempo con un tiro da fuori area. Al 70', su un calcio d'angolo per il Benfica, nasce il contropiede che porta al 2-1 per la formazione italiana, con un assist di Rivera per il solito Altafini, che da centrocampo viaggia indisturbato verso la porta avversaria e batte Costa Pereira, il quale, pur riuscendo a respingere il suo primo tiro da posizione ravvicinata, nulla può sulla ribattuta in porta. È la prima Coppa dei Campioni vinta dal Milan, prima compagine italiana ad aggiudicarsela; al termine della competizione Altafini è premiato come miglior realizzatore con 14 reti. La maledizione lanciata solo un anno prima dall'ex tecnico del Benfica Béla Guttmann sembra essersi già avverata.

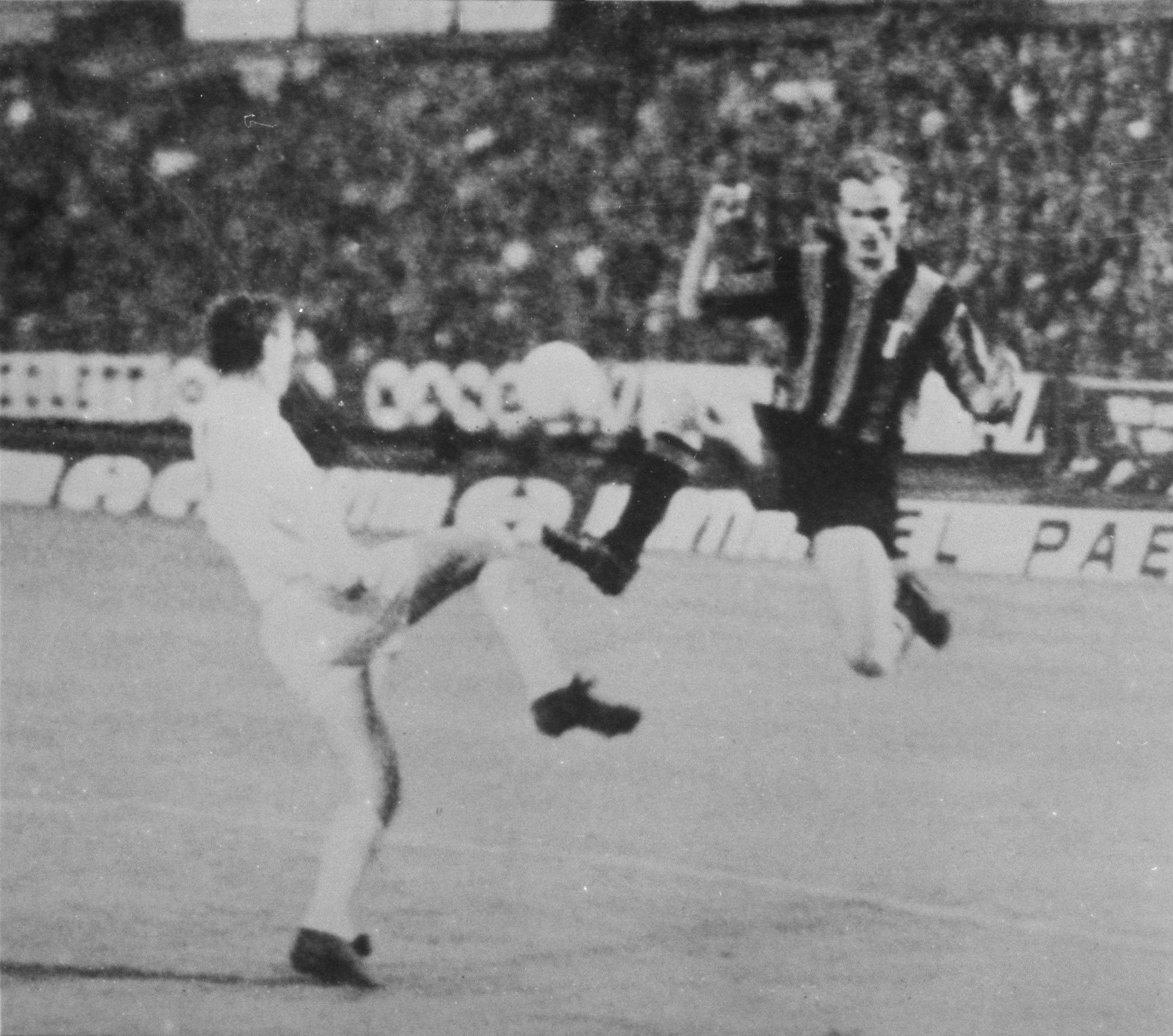
Azione di gioco nella finale vinta nel 1964 dall'Internazionale Milano contro il Real Madrid

Nella nona stagione i partecipanti salgono a 31. Da questo momento in poi non ci saranno più i sorteggi per qualificare delle squadre al turno successivo: l'unico club che potrà accedere agli ottavi di finale sarà il campione in carica, in questo caso il Milan. Da segnalare la prima partecipazione dell'Inter alla competizione. Tra le sfide del primo turno va notato il poker di reti del francese Lucien Cossou in AS Monaco-AEK Atene 7-2, l'8-0 complessivo di andata e ritorno del Dukla Praga nei confronti dei maltesi di Valletta, l'11-4 che il PSV rifila all'Esbjerg fB, il 7-0 con il quale il Real Madrid liquida il Glasgow Rangers, il Lisburn Distillery che contro ogni pronostico ferma il Benfica di Eusébio sul 3-3 all'andata prima di perdere 5-0 a Lisbona e la rimonta dello Jeunesse d'Esch contro l'Haka dal 4-1 rimediato in Finlandia al successo per 4-0 ottenuto in casa a pochi minuti dal termine del match (a 6' dalla fine, i lussemburghesi erano sul 2-0). Agli ottavi si assiste a tre rimonte: quella del Dukla Praga sul Gornik Zabrze (2-0, 1-4), quella del Partizan Belgrado sullo Jeunesse d'Esch (2-1, 1-5) e soprattutto quella del Borussia Dortmund, che supera i portoghesi del Benfica per 5-0 dopo aver perso 2-1 in casa (decisivo Franz Brungs con una tripletta). Passano ai quarti anche Inter, PSV, Zurigo - grazie al lancio della moneta, dopo aver pareggiato 2-2 sia nelle due sfide regolari sia allo spareggio in gara 3 contro il Galatasaray; si fa notare il bomber Metin Oktay che firma due doppiette in queste tre partite -, Real Madrid e Milan. Ai quarti il Borussia supera il Dukla Praga (vince 4-0 a Praga pur cedendo 3-1 a Dortmund), lo Zurigo elimina di misura il PSV (perde 1-0 in Olanda ma rimonta 3-1 tra le mura amiche), il Real Madrid esclude il Milan di Altafini per 4-3 (4-1 in casa, 0-2 a Milano) e l'Inter resta l'unica squadra imbattuta del torneo, vincendo entrambi gli incontri col Partizan (2-0, 2-1). In semifinale i milanesi trovano il Borussia Dortmund e il Real Madrid lo Zurigo: la compagine italiana raggiunge la finale vincendo con un complessivo 4-2 (Sandro Mazzola segna due gol tra andata e ritorno), mentre gli spagnoli faticano in Svizzera (1-2) e chiudono il discorso a Madrid, travolgendo lo Zurigo con un tennistico 6-0. L'Inter si presenta allo stadio Prater di Vienna schierando una delle formazioni più forti di sempre, quella della Grande Inter, guidata in panchina dal Mago Helenio Herrera e con Sarti tra i pali, Picchi libero, Guarnieri, Burgnich e Facchetti in difesa, Tagnin sulla mediana, Luis Suarez e Mazzola mezzali, Mario Corso e Jair esterni d'attacco e Aurelio Milani centravanti; le Merengues possono invece contare sull'esperto José Santamaría in difesa e sul temibile quintetto offensivo formato da Gento, Puskas, Di Stéfano, Felo e Amancio. Mazzola, grande protagonista di questa edizione, apre le marcature sul finire del primo tempo, con l'Inter che va negli spogliatoi in vantaggio. Nella ripresa Milani sigla il 2-0, Felo accorcia le distanze al 70' ma cinque minuti più tardi è ancora Mazzola ad andare a segno: 3-1, prima Coppa Campioni per i nerazzurri al loro debutto nella manifestazione, dopo il successo dei cugini del Milan avvenuto solo un anno prima. Per il Real Madrid è la seconda sconfitta in finale in tre anni e su 7 finali di Coppa Campioni disputate. Mazzola e Puskas condividono assieme allo jugoslavo Vladica Kovačević il titolo di miglior marcatore del torneo, con 7 centri a testa. L'ungherese Puskas sale a 3 vittorie tra i capocannonieri, superando Di Stéfano fermo a 2 e centrando un altro record.
Nell'edizione 1964-1965, il primo turno vede le quaterne di Nikola Kotkov in Lokomotiv Sofia-Malmo 8-3 e di José Torres in Aris Bonnevoie-Benfica 1-5. Si segnalano il passaggio del turno dei Rangers dopo la terza gara contro il Partizan Belgrado (3-1, 2-4, 3-1, tre reti a testa per gli scozzesi Ralph Brand e Jim Forrest) e, grazie al lancio della moneta, sia quello dell'Anderlecht ai danni del Bologna (1-0, 1-2, 0-0) che quello del Dukla Praga contro il Gornik Zabrze (4-1, 0-3, 0-0). Le favorite passano tutte agli ottavi, il Liverpool passeggia contro il KR (11-1) e il Panathinaikos fa più fatica del solito contro i dilettanti del Glentoran (5-4). Agli ottavi i greci escono contro il Colonia (2-3); passano il turno anche Inter, Liverpool, Real Madrid, Rangers, DWS, Benfica e Vasas, con un 8-7 contro il Lokomotiv Sofia. Ai quarti di finale, dopo un doppio 0-0 contro il Colonia, gli inglesi del Liverpool accedono al turno seguente solo grazie al lancio della moneta: li raggiungono, con risultati di misura, Inter (3-2 sul Rangers) e Vasas (2-1 sul DWS). Nel match-clou dei quarti il Benfica sfida il Real Madrid: a Lisbona i portoghesi umiliano i Blancos 5-1 con una doppietta di Eusébio e al ritorno perdono 2-1 (ancora Eusébio a segno), escludendo i madrileni dal torneo. In semifinale all'Inter riesce l'impresa contro i Reds, rimontando l'1-3 di Liverpool con un secco 3-0 a Milano; il Benfica invece, dopo aver vinto di misura in Ungheria, supera il Vasas per 4-0 a Lisbona e accede così alla finale. Herrera schiera una formazione quasi identica a quella dell'anno precedente, mentre il neo allenatore dei lusitani Elek Schwartz risponde con una prudente difesa a 4, José Neto unico centrocampista di ruolo e nella zona offensiva Simoes, Coluna (schierato quasi da mezzala), Torres punta, Eusébio e José Augusto. In quel di San Siro, casa dell'Inter, la sfida, giocata su un campo zuppo di pioggia e ai limiti della praticabilità, vede il successo della formazione interista: al 42' Jair, pescato dentro l'area avversaria, pur scivolando riesce a lasciar partire un destro insidioso che sfugge alle mani di Costa Pereira, gli passa sotto le gambe e supera la linea di porta; quando l'estremo difensore del Benfica tenta nuovamente di intervenire sul pallone respingendolo verso il rettangolo di gioco, la sfera è già entrata in rete fino quasi a sfiorare i giornalisti appostati dietro. L'Inter si aggiudica il torneo per la seconda volta di fila su un totale di due partecipazioni, mentre per le Aquile di Lisbona si tratta della seconda sconfitta in finale nel giro di tre anni, da quando Guttmann ha lanciato la sua maledizione sulla squadra. A Eusébio e José Torres la magra consolazione d'aver vinto almeno la classifica capocannonieri con 9 reti a testa.

### La sesta coppa del Real Madrid e i primi titoli britannici (1966-1968)

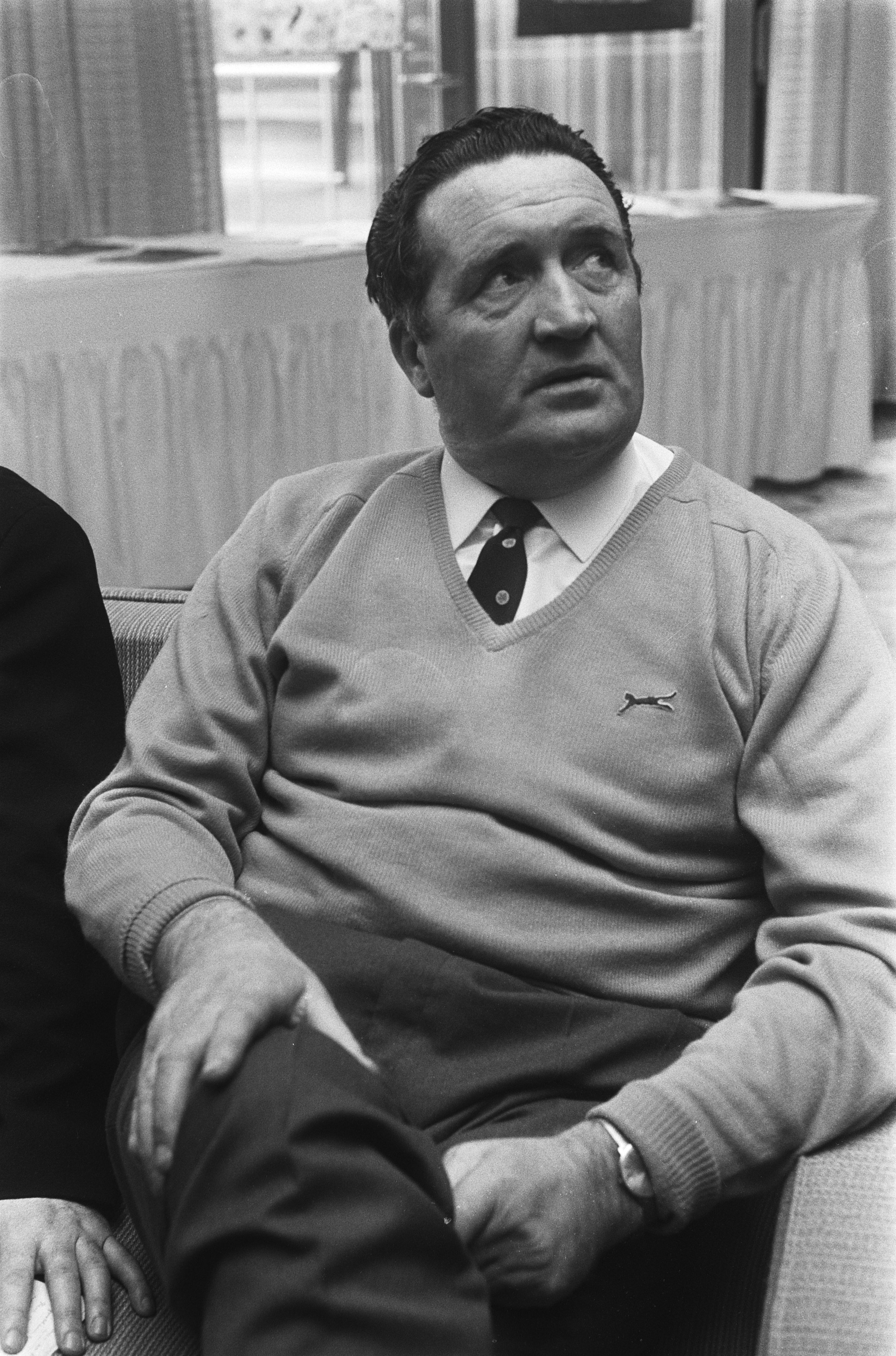
Jock Stein, allenatore del Celtic vincitore nel 1967.

Dopo il ritorno alla conquista del massimo titolo continentale (il sesto della sua storia) da parte del Real Madrid nell'edizione 1965-1966 a seguito della vittoria per 2-1 sul Partizan Belgrado allo stadio Heysel di Bruxelles, la stagione successiva vide l'affermazione del Celtic Glasgow, prima squadra britannica e primo e finora unico club scozzese a giungere in finale di Coppa dei Campioni e a primeggiare nella stessa: il 25 maggio 1967 i Bhoys sconfissero gli italiani dell'Inter per 2-1 all'Estádio Nacional di Lisbona, in Portogallo, venendo ricordati per questa impresa appunto come Lisbon Lions ("Leoni di Lisbona"). I Nerazzurri - giunti per la terza volta in finale nel giro di quattro anni - si portarono subito in vantaggio con Mazzola su rigore; da quel momento e soprattutto per l'intero secondo tempo il Celtic attaccò con veemenza, fino a segnare con Gemmell grazie a un tiro dal limite dell'area. Il gol della vittoria lo siglò Chalmers all'83' con una deviazione sotto rete. Il Celtic, non disponendo in rosa di calciatori di grande abilità tecnica, basava il proprio gioco sulla forza fisica e sulla vivacità degli attacchi, portati avanti grazie alle floride condizioni atletiche dei suoi elementi. Gli Hoops di Glasgow sono a tutt'oggi l'unica formazione capace di aggiudicarsi la Coppa schierando solo atleti provenienti dal settore giovanile: tutti i suoi giocatori erano infatti scozzesi e nati vicino allo stadio. Il Celtic è stato anche il primo club a conquistare il nuovo trofeo materiale in palio, il primo a realizzare il treble classico con la vittoria nella stessa stagione anche del campionato e della coppa nazionale e il primo campione d'Europa a non appartenere al calcio latino, che fino a quel momento aveva monopolizzato la massima competizione continentale con i successi di compagini spagnole, portoghesi e italiane. È stata inoltre la terza squadra, dopo Real Madrid e Inter, a salire sul tetto d'Europa da "esordiente", avendo trionfato nel torneo alla prima partecipazione.
Nel 1967-1968, a dieci anni dal disastro aereo di Monaco di Baviera, il Manchester United del trio d'attacco formato da Bobby Charlton, George Best e Denis Law divenne invece il primo sodalizio inglese a conquistare la Coppa dei Campioni, sconfiggendo in finale il Benfica di Eusébio allo Stadio Imperiale di Wembley a Londra per 4-1 dopo i tempi supplementari. I Red Devils vi si erano qualificati battendo 1-0 il Real Madrid e rimontando da 3-1 a 3-3 nel ritorno al Bernabéu.

### Ilbisdel Milan e l'egemonia delcalcio totaleolandese (1969-1973)
Nell'edizione 1968-1969 ad imporsi è di nuovo il Milan nel frattempo tornato sotto la direzione tecnica del paròn Rocco, grazie al 4-1 in finale sull'Ajax (tripletta di Prati e gol di Sormani; per gli olandesi andò a segno Vasović). Secondo trofeo per i rossoneri, che avevano quali punti di forza l'abilità di Gianni Rivera, regista da cui dipendeva l'organizzazione del gioco, la solidità della difesa e la capacità di effettuare rapidi contropiedi.
Il movimento calcistico olandese, rappresentato dall'Ajax nella sfida persa al Santiago Bernabéu contro il Milan, nella stagione seguente riesce a ottenere la sua prima vittoria nel più importante torneo d'Europa per club grazie al Feyenoord di Rotterdam, che supera 2-1 dopo i tempi supplementari gli scozzesi del Celtic nella finale disputata allo stadio San Siro di Milano.

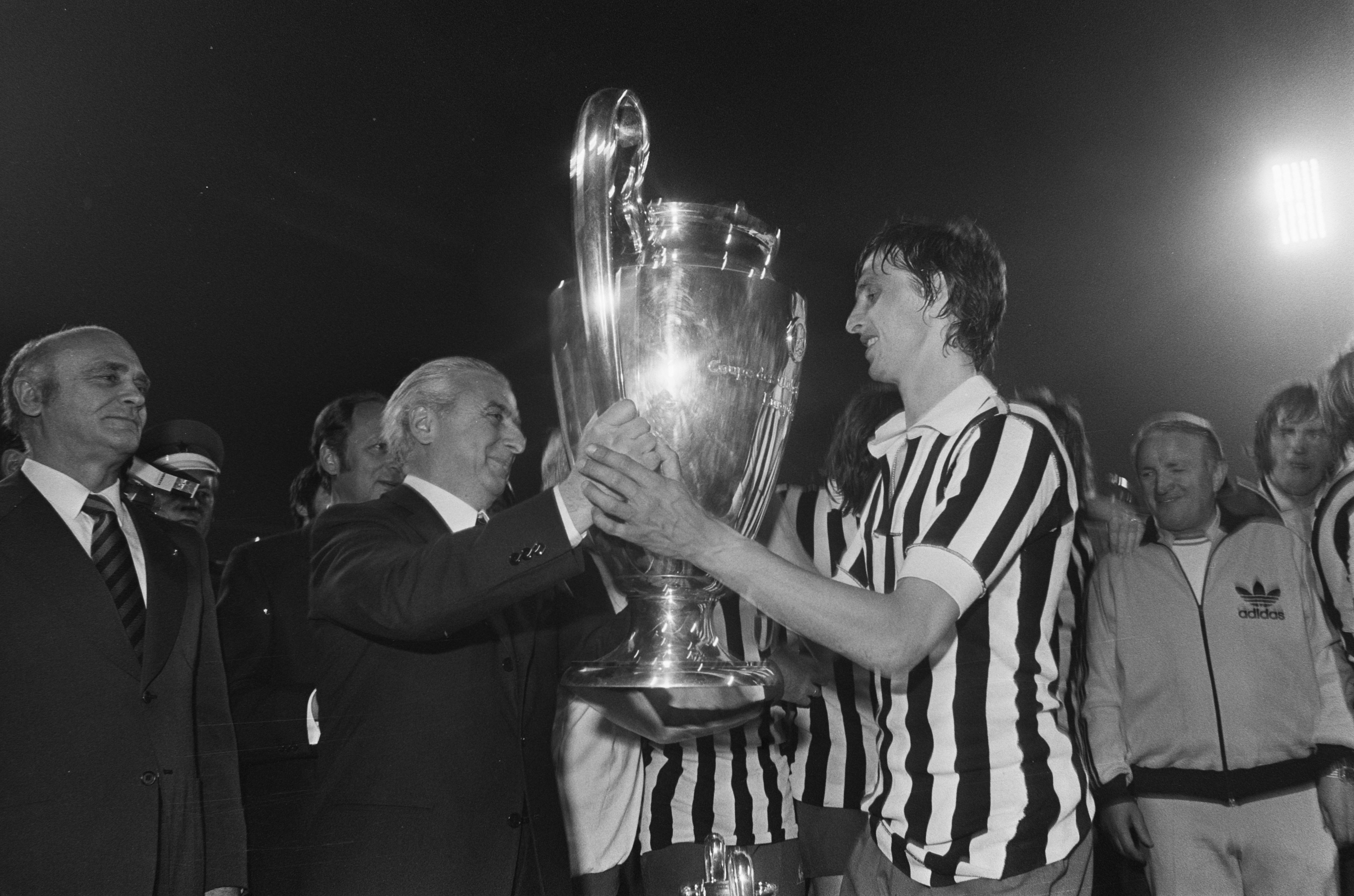
Johan Cruijff riceve la Coppa dei Campioni 1973, la terza consecutiva vinta dall'Ajax.

L'Ajax si rifarà prontamente, affermandosi come compagine leader del vecchio continente attraverso la conquista di tre Coppe dei Campioni consecutive nel 1971, 1972 e 1973. La prima a Wembley contro il Panathinaikos, formazione ellenica approdata in finale dopo aver eliminato la Stella Rossa di Belgrado (1-4 in Jugoslavia e rimonta 3-0 ad Atene). Con un colpo di testa su cross dalla sinistra Van Dijk porta in vantaggio i tulipani, dopo gli attacchi iniziali; i greci si rifanno sotto sfiorando il pareggio con Antoniadis. L'Ajax spreca svariate occasioni per il raddoppio e il risultato resta in bilico fin quasi a fine gara, quando una rete di Arie Haan su assist di Cruijff dà al sodalizio di Amsterdam la certezza della vittoria. Nelle due edizioni immediatamente successive gli ajacidi avranno la meglio in finale prima sull'Inter e poi sulla Juventus. Le ragioni del loro successo risiedono sostanzialmente nella disciplina tattica introdotta dall'allenatore Rinus Michels e nel contributo individuale del loro elemento di spicco, il fuoriclasse Johan Cruijff. Già negli anni sessanta i Paesi Bassi erano stati la culla del cosiddetto "calcio totale" (totaalvoetbal in olandese), una nuova concezione che vede come obsoleta la tradizionale suddivisione dello schieramento tattico nei ruoli di difesa, centrocampo e attacco: secondo questa filosofia l'intera squadra deve partecipare al gioco in tutti i suoi aspetti e in ogni momento dell'incontro, con compiti non rigidamente definiti ma modificabili a seconda delle situazioni e delle necessità.
Il calcio totale dei  Godenzonen sembra destinato a non tramontare fino a quando Cruijff non sceglierà di seguire l'ex tecnico Michels al Barcellona, nel tardo 1973. Il suo successore, il rumeno Ștefan Kovács, dirige il club con successo durante le annate 1971-1972 e 1972-1973, affidandosi maggiormente alle personalità di rilievo della squadra: egli, al contrario di Michels, decide quindi di puntare più sulle qualità tecniche ed atletiche dei suoi giocatori che sulla strategia tattica. Con la partenza di Cruijff e quella successiva di Johan Neeskens, l'Ajax faticherà a imporsi in Coppa dei Campioni per oltre 20 anni.

### L'ascesa del Bayern Monaco (1974-1976)

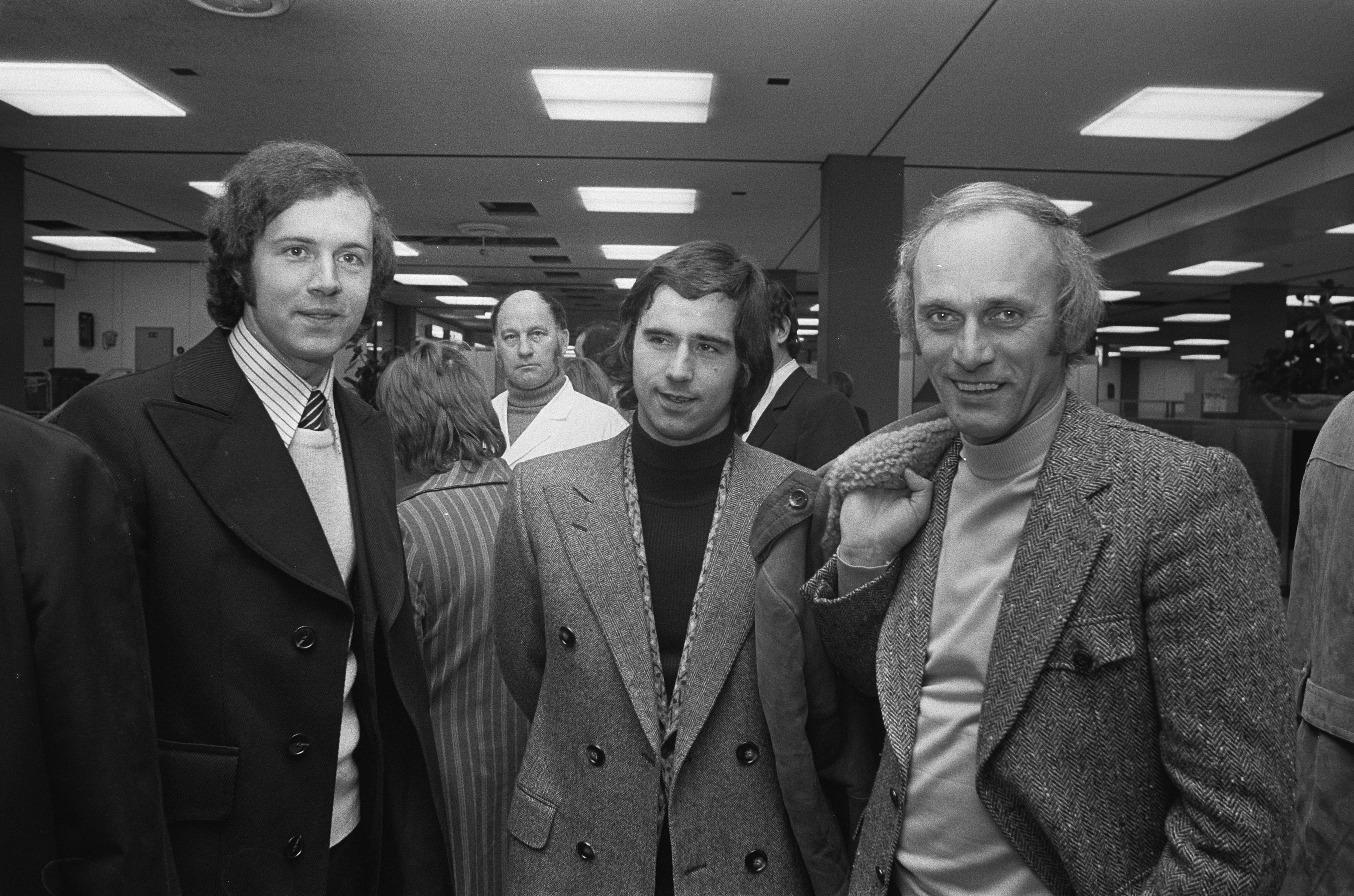
Franz Beckenbauer, Gerd Müller e Udo Lattek, protagonisti del successo del Bayern Monaco nel 1974.

A metà degli anni settanta è il Bayern di Monaco a raccogliere il testimone dall'Ajax. Guidati in campo da Franz Beckenbauer e potendo schierare altri eccellenti atleti quali Sepp Maier, Gerd Müller, Uli Hoeneß e Paul Breitner, i bavaresi diventano campioni d'Europa per tre stagioni di fila. Il loro gioco è sì caratterizzato dall'attenzione alla tattica, ma allo stesso tempo supportato da individualità di vaglia, capaci di fornire prestazioni di livello sia con la propria squadra di club che con la nazionale tedesca occidentale: in quel periodo l'ossatura di quest'ultima è infatti composta prevalentemente da calciatori del Bayern.
La prima Coppa dei Campioni è conquistata nel 1974 ai danni dell'Atlético Madrid allenato da Juan Carlos Lorenzo. La svolta arriva nel secondo tempo supplementare, quando il gol su punizione di Luis Aragonés porta in vantaggio gli spagnoli. È il difensore Schwarzenbeck, a un minuto dalla fine, a siglare il gol del pareggio. L'1-1 costringe le due contendenti alla ripetizione della partita, ma stavolta la formazione tedesca s'impone per 4-0 con doppiette di Höness e Müller. Nell'edizione successiva il Bayern ha la meglio su un Leeds Utd che, pur dominando per lunghi tratti la finale, viene battuto per 2-0 al Parco dei Principi di Parigi (gol di Roth e Muller). I rossi di Baviera completano il proprio storico tris di trionfi nel 1975-1976 sconfiggendo al termine di un'altra gara difficile il St. Étienne nella finale dell'Hampden Park di Glasgow, coi transalpini più volte in grado d'impegnare severamente il portiere Maier colpendo anche due pali. Risulta decisivo un calcio di punizione dal limite di Roth nel primo tempo.
Il club subirà poi un lento declino, come le precedenti compagini plurivincitrici della Coppa dei Campioni: il Bayern Monaco dovrà attendere ben 25 anni prima di riuscire ad aggiudicarsi nuovamente l'ambito trofeo.

### Il lungo monopolio inglese, la sorpresa Amburgo e la strage dell'Heysel (1977-1985)
Alla fine degli anni settanta inizia un periodo d'oro per le formazioni inglesi, che ottengono sei vittorie consecutive ed un totale di sette successi in otto anni. Ad inaugurare questo ciclo trionfale è il Liverpool guidato dal tecnico Bob Paisley, che può contare su elementi di sicuro valore come il portiere Ray Clemence, i difensori Phil Neal e Alan Kennedy, i centrocampisti Jimmy Case, Emlyn Hughes e Terry McDermott, gli attaccanti Ray Kennedy, John Toshack e Kevin Keegan, eletto Pallone d'oro in due occasioni. Sono tutti giocatori di livello internazionale, regolarmente convocati dalle loro rappresentative nazionali. Il Liverpool giunge in finale nella stagione 1976-1977 contrapposto al Borussia Mönchengladbach, squadra tedesca già battuta all'ultimo atto della Coppa UEFA del 1972-1973. Allo stadio Olimpico di Roma i Reds vincono per 3-1 diventando campioni d'Europa per la prima volta, successo che replicheranno l'anno successivo nella finale di Wembley contro i belgi del Bruges grazie alla rete di Kenny Dalglish.

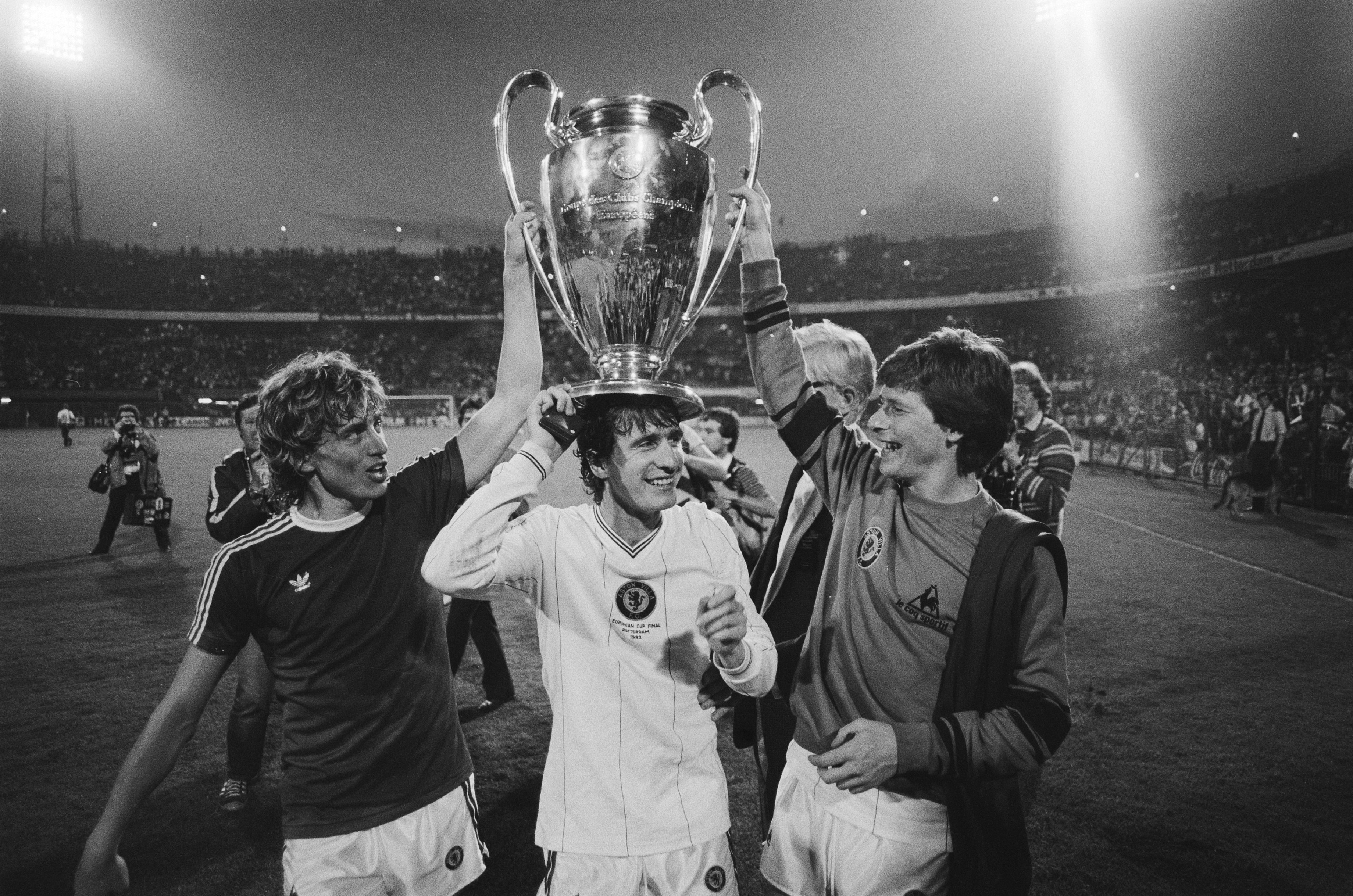
Morley, Cowans ed Heard dell'Aston Villa festeggiano al termine della vittoriosa finale del 1982.

Nel 1978-1979 il Liverpool campione uscente viene eliminato al primo turno dai connazionali del Nottingham Forest, all'esordio nella massima competizione europea dopo aver vinto per la prima volta il campionato nazionale. Il Forest, allenato da Brian Clough, vincerà poi il titolo europeo sconfiggendo gli svedesi del Malmö per 1-0 a Monaco di Baviera. Gli uomini di Clough partecipano all'edizione successiva in qualità di detentori del trofeo e riescono a qualificarsi alla finale del 28 maggio 1980 allo stadio Santiago Bernabéu di Madrid, dove affrontano l'Amburgo, campione della Germania Ovest. Gli inglesi passano in vantaggio al 19º minuto con John Neilson Robertson e si chiudono con il catenaccio, neutralizzando gli assalti delle punte avversarie e aggiudicandosi in questo modo la seconda Coppa dei Campioni. Il segreto dei successi del Nottingham Forest risiedeva in particolare nell'impenetrabilità della difesa: è l'unica squadra che ha vinto più volte (due) il titolo di campione continentale che quello di campione della propria nazione (una); inoltre la città di Nottingham è la meno popolosa ad aver visto un proprio club laurearsi campione d'Europa.
Il Liverpool torna in finale nel 1980-1981, dopo avere eliminato il Bayern Monaco nelle semifinali. I Reds mettono in bacheca il massimo trofeo d'Europa per la terza volta, battendo il Real Madrid a Parigi per 1-0 con la rete di Alan Kennedy a otto minuti dal termine dell'incontro.

Il Liverpool celebra la Coppa dei Campioni vinta nel 1983-1984.

Alla sua prima partecipazione alla Coppa dei Campioni, nella stagione 1981-1982 l'Aston Villa si aggiudica la competizione, superando in finale il Bayern Monaco di Karl-Heinz Rummenigge, sconfitto per 1-0 al Feijenoord Stadion di Rotterdam, nonostante il portiere titolare debba abbandonare il terreno di gioco dopo appena dieci minuti dal fischio di inizio a causa di un infortunio. Il protagonista diventa il secondo portiere Nigel Spink, che risulta decisivo per la vittoria finale, grazie a numerose parate che consentono ai Villans di portare a casa il trofeo. Con il successo della compagine di Birmingham prosegue, dunque, il dominio inglese nella Coppa Campioni di quegli anni.
L'atto conclusivo dell'edizione 1982-1983 si gioca il 25 maggio 1983 allo stadio olimpico Spyros Louīs di Atene ed è il primo senza formazioni inglesi dopo sette anni. I due club che si contendono la coppa sono entrambi allo loro seconda finale di Coppa dei Campioni: la Juventus di Trapattoni, guidata in campo da Michel Platini e Roberto Bettega e data per favorita dai pronostici, e i tedeschi dell'Amburgo. Questi ultimi si portano in vantaggio dopo appena otto minuti di gioco, quando Felix Magath sorprende Dino Zoff fuori dai pali e lo supera con un pallonetto dal limite dell'area. La Juventus non riesce a pareggiare e subisce così una nuova sconfitta per 1-0, come dieci anni prima a Belgrado contro l'Ajax. L'Amburgo diventa, invece, la seconda compagine tedesca a vincere la Coppa dei Campioni, dopo il tris del Bayern Monaco negli anni settanta.
Nel 1983-1984 si registra la quarta affermazione del Liverpool, nuovamente all'Olimpico di Roma e questa volta proprio contro i padroni di casa della Roma. Dopo la partenza di Ray Clemence, il Liverpool si è affidato al portiere zimbabwese Bruce Grobbelaar, ex combattente e giramondo che aveva giocato al calcio anche in Sudafrica e in Canada. Per la prima volta nella storia la finale di Coppa dei Campioni è decisa ai tiri di rigore, dopo il pareggio per 1-1 con reti di Phil Neal e Roberto Pruzzo. Nei tiri dagli undici metri risulta determinante proprio Grobbelaar, che con bizzarre e distraenti movenze induce all'errore prima Conti e in seguito Graziani. La coppa "dalle grandi orecchie" prende dunque di nuovo la strada dell'Inghilterra; il Liverpool diventa in tal modo la seconda squadra in grado di vincere il torneo per quattro volte, dopo il Real Madrid negli anni cinquanta, mentre Grobbelaar è il primo calciatore africano a trionfare nella manifestazione.

La Juventus al rientro a Torino, con il trofeo vinto nella tragica notte dell'Heysel.

Ai successi in campo internazionale dei Reds corrisponde anche un elevato tasso delinquenziale di molti dei suoi tifosi, gli hooligans, colpevoli di violenti raid teppistici sia in Inghilterra che in altre nazioni europee (e già i tifosi di un'altra squadra inglese, il Tottenham Hotspur, si erano distinti per gravi violenze nella finale di andata della Coppa UEFA 1983-1984 contro l'Anderlecht, a Bruxelles). Nonostante molte opposizioni, la finale della Coppa dei Campioni 1984-1985 viene assegnata all'Heysel di Bruxelles. Anche in questa edizione è il Liverpool a qualificarsi per la finale, dove trova come avversario per il secondo anno di fila la squadra campione d'Italia, stavolta la Juventus. Gli incidenti prima della partita, cui fa da contraltare l'inefficienza della polizia belga, impreparata a gestire la situazione venutasi a creare, costano la vita a 39 persone, il bando quinquennale di tutte le squadre inglesi dalle competizioni europee (eccettuato lo stesso Liverpool, per il quale il bando è di sei stagioni) e la fine del ciclo continentale dei Reds. Il risultato finale della gara - che per ragioni di ordine pubblico si decide comunque di disputare nonostante un ritardo di circa un'ora e mezza sull'orario previsto - arride ai bianconeri, che sconfiggono la compagine britannica per 1-0 grazie a un gol di Platini su calcio di rigore, concesso per l'atterramento dell'attaccante polacco Boniek, avvenuto in realtà fuori dall'area di rigore.
Il giorno dopo l'UEFA escluderà le squadre inglesi a tempo indeterminato dalle coppe europee; il provvedimento sarà applicato fino al 1990, un anno dopo la strage di Hillsborough, che vedrà sempre protagonisti, anche se stavolta senza colpe, i tifosi del Liverpool. Anche alla Juventus, ritenuta parzialmente corresponsabile, fu inflitta una sanzione, ovvero quella di dover giocare due partite casalinghe a porte chiuse nella successiva edizione.

### I successi delleoutsider: Steaua Bucarest, Porto e PSV (1986-1988)
Con l'esclusione delle squadre inglesi dal calcio europeo, si conclude il loro periodo di egemonia e si assiste all'emergere di nuove formazioni sul palcoscenico continentale; negli anni immediatamente successivi alla strage dell'Heysel si verificano, infatti, le inattese vittorie in Coppa dei Campioni di club quali la Steaua Bucarest (Romania), il Porto (Portogallo) e il PSV (Paesi Bassi).

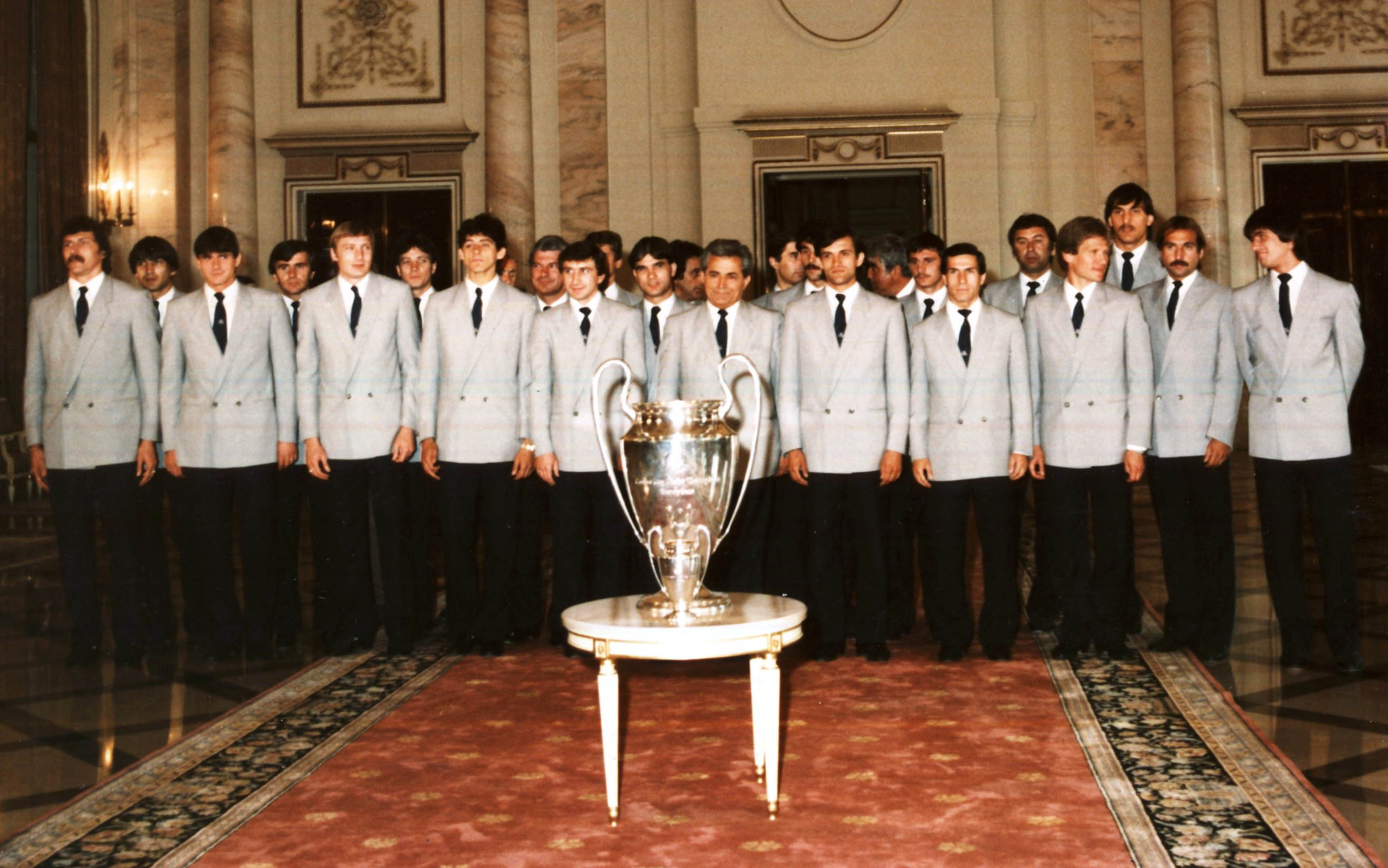
La rosa dello Steaua in posa con il trofeo vinto nel 1986.

Nella stagione 1985-1986 s'impongono i rumeni della Steaua Bucarest. I punti di forza degli uomini di Emerich Jenei sono la solidità difensiva e l'efficacia del contropiede. Giocatori quali il capitano Gavril Balint, gli attaccanti László Bölöni e Victor Pițurcă, il regista Belodedici e il portiere Duckadam guidano la Steaua fino alla finale del 7 maggio 1986 allo Stadio Ramón Sánchez Pizjuán di Siviglia, in Spagna, dove si trovano di fronte proprio una compagine spagnola, il Barcellona, allenato da Terry Venables. La Steaua raggiunge il suo principale obiettivo: portare la sfida ai calci di rigore. Dopo aver mantenuto inviolata la sua porta nel corso della partita, Duckadam para tutti e quattro i rigori battuti dal Barcellona, consegnando di fatto la Coppa alla Steaua.
Nella stagione 1986-87 il Porto guidato da Artur Jorge conquista il suo primo alloro continentale, battendo per 2-1 il Bayern Monaco. La finale è reputata una tra le più belle della Coppa dei Campioni, con il gol del pareggio dei portoghesi firmato di tacco da Rabah Madjer. I tedeschi, guidati in panchina da Udo Lattek, hanno una rosa ricca di calciatori d'esperienza, mentre i tratti distintivi dei Dragões sono soprattutto la fantasia e la creatività di elementi come Juary e Paulo Futre.
Nelledizione 1987-88 il PSV Eindhoven, allenato da Guus Hiddink e composto da giocatori di rilievo come Ronald Koeman, Eric Gerets, Søren Lerby e Wim Kieft, vince la Coppa dei Campioni per la prima e sinora unica volta nella sua storia, battendo in finale il Benfica ai calci di rigore dopo che i tempi regolamentari e supplementari si erano conclusi a reti inviolate. Il PSV si aggiudica il trofeo senza più vincere alcuna partita dopo gli ottavi di finale: i biancorossi estromettono dalla competizione il Bordeaux ai quarti e il Real Madrid in semifinale grazie ai gol in trasferta pareggiando quattro volte.

### Le due vittorie consecutive del Milan (1989-1990)

Il Milan atterra a Malpensa dopo la vittoria del 1990.

Sul finire degli anni ottanta irrompe nel panorama calcistico europeo il nuovo Milan presieduto da Silvio Berlusconi e guidato in panchina da Arrigo Sacchi, che nell'edizione 1988-1989, con in campo il trio olandese composto da Marco van Basten, Ruud Gullit e Frank Rijkaard, torna a vincere il trofeo dopo vent'anni. Il cammino in coppa inizia con un doppio successo sui bulgari del Vitocha  Sofia: 2-0 all'andata e 5-2 al Meazza, con 4 reti di Van Basten. Nel secondo turno i rossoneri affrontano gli insidiosi jugoslavi della Stella Rossa: dopo aver pareggiato a Milano per 1-1, il match di ritorno a Belgrado viene sospeso per nebbia con gli slavi in vantaggio per 1-0 e la replica dell'incontro, giocata l'indomani a mezzogiorno, termina con l'identico punteggio dell'andata; il Milan riesce a qualificarsi ai tiri di rigore. Eliminati i tedeschi del Werder Brema, i rossoneri si presentano in semifinale contro il Real Madrid: la partita al Bernabéu finisce 1-1, ma al ritorno a Milano la squadra di Sacchi sconfigge i madrileni per 5-0. La finale si disputa al Camp Nou di Barcellona contro la Steaua Bucarest; con una doppietta a testa di Gullit e Van Basten i rossoneri s'impongono con un rotondo 4-0.
Il Milan rivince la competizione anche l'anno seguente. Dopo aver agevolmente estromesso i finlandesi dell'HJK, i milanesi eliminano nuovamente il Real Madrid (vittoria per 2-0 a Milano e sconfitta per 1-0 a Madrid) e ai quarti di finale l'emergente Malines (0-0 all'andata a Bruxelles e 2-0 dopo i tempi supplementari al ritorno al Meazza). Privi di Gullit, Ancelotti e Donadoni, nell'andata delle semifinali i rossoneri vincono per 1-0 a Milano, poi perdono per 2-1 a Monaco di Baviera, ma superano il turno per la regola dei gol fuori casa. Al Prater di Vienna ad attendere gli uomini di Sacchi c'è il Benfica di Sven-Göran Eriksson: gli italiani prevalgono per 1-0 con gol di Rijkaard, mettendo le mani sulla quarta Coppa dei Campioni della storia del Milan.

### Le prime affermazioni di Stella Rossa e Barcellona (1991-1992)
Nell'edizione del 1990-1991 il Milan campione in carica viene eliminato ai quarti di finale dopo il doppio confronto con l'Olympique Marsiglia (pareggio per 1-1 in casa e 3-0 a tavolino nel ritorno). I francesi saranno poi superati ai rigori nella finale del nuovo stadio San Nicola di Bari dagli iugoslavi della Stella Rossa di Belgrado, che così conquistano il loro primo trofeo continentale dopo un pareggio a reti inviolate. L'esclusione delle squadre inglesi dalle coppe europee era già terminata alla fine della stagione precedente, ma il Liverpool, campione nazionale, non poté partecipare a questa edizione della Coppa dei Campioni in quanto i Reds erano stati sottoposti a una squalifica di un anno più lunga a seguito dei fatti di Bruxelles.

I giocatori della Stella Rossa in festa col trofeo vinto nel 1991.

I club inglesi tornano a disputare la massima competizione calcistica europea nei primi anni novanta, ma nessuno di essi riesce a superare gli ottavi di finale, anche perché ostacolati dalla regola dei "tre stranieri": l'UEFA infatti vieta l'utilizzo di più di tre giocatori stranieri nell'ambito dei tornei da essa organizzati (quindi nella Coppa dei Campioni, nella Coppa delle Coppe e nella Coppa UEFA). La limitazione ha effetti negativi particolarmente sulle compagini del Regno Unito, in quanto sia l'UEFA che la FIFA considerano l'Inghilterra, l'Irlanda del Nord, la Scozia e il Galles come "nazioni distinte".
Il periodo è positivo per le formazioni italiane: tre di esse - Sampdoria, Milan e Juventus - giungono a turno in finale per sette stagioni consecutive, aggiudicandosi, però, il trofeo solo in due occasioni.
L'ultimo atto della Coppa dei Campioni 1991-1992 si disputa allo stadio di Wembley e viene vinto dal Barcellona, che batte la Sampdoria. I blaugrana, allenati da Johan Cruyff, sono soprannominati Dream Team ("Squadra dei sogni"), come la squadra di pallacanestro statunitense che giocherà l'Olimpiade di Barcellona 1992. Il club catalano può annoverare tra le proprie file giocatori come Josep Guardiola, José Mari Bakero, Aitor Begiristain, Jon Andoni Goikoetxea, Ronald Koeman, Michael Laudrup e Hristo Stoichkov, futuro Pallone d'oro nel 1994, ma anche la società blucerchiata schiera alcuni tra i più forti calciatori del panorama italiano ed europeo dell'epoca, tra cui Gianluca Pagliuca, Roberto Mancini e Gianluca Vialli. La gara è per lunghi tratti dominata dalla squadra ligure, i cui attaccanti sprecano molte occasioni, ma è decisa da un potente tiro di Ronald Koeman su calcio di punizione nel secondo tempo supplementare, marcatura che consente ai catalani di laurearsi per la prima volta campioni d'Europa.

### Il quinto acuto del Milan tra le sconfitte contro Olympique Marsiglia e Ajax (1993-1995)
In questi anni per la consolidata formula della vecchia Coppa dei Campioni inizia una vera e propria rivoluzione: nel 1991 nasce una fase a gruppi, denominata UEFA Champions League, che designa le due finaliste. Il successo di questo format determina nel tempo l'aumento progressivo del numero delle squadre partecipanti agli innovativi gironi all'italiana, con partite che si disputano il martedì e il mercoledì in tutta Europa.
La stagione 1992-1993, prima edizione ufficiale dell'UEFA Champions League (e trentottesima della Coppa dei Campioni), vede il successo dell'Olympique Marsiglia, prima compagine francese a vincere un trofeo continentale. I transalpini, finalisti perdenti due anni prima, superano a Monaco di Baviera il Milan di Fabio Capello - giunto in finale dopo 10 successi in altrettante partite - grazie a una rete di Basile Boli. A seguito dello scandalo denominato affaire VA-OM, che coinvolge il presidente Bernard Tapie, l'Olympique Marsiglia è escluso dalla Supercoppa UEFA e dalla Coppa Intercontinentale; il Milan vicecampione è chiamato a giocare al posto dei marsigliesi, ma viene sconfitto in entrambe le occasioni. Sempre quell'anno l'OM si vede revocare la vittoria del campionato nazionale conquistato nel mese di maggio, ma non quella della Champions League. Les Olympiens non sono neppure autorizzati a difendere il titolo europeo nel 1993-1994: sarà il Monaco a rappresentare la federazione francese e per la prima volta il club campione in carica non parteciperà all'edizione successiva del torneo.

Il Milan al rientro in Italia dopo la conquista del trofeo nel 1994.

Nella stagione 1993-1994 viene introdotta un'ulteriore modifica al regolamento: per stabilire chi giocherà la finale, le due squadre meglio piazzate di entrambi i gironi all'italiana si andranno ad affrontare in semifinali incrociate a gara unica, con le prime classificate che ospiteranno in casa le seconde del raggruppamento opposto. La finale di Atene vede il Milan di Fabio Capello contrapporsi al Barcellona allenato da Johan Cruijff e rinforzatosi ulteriormente con l'ingaggio del centravanti brasiliano Romário dal PSV. I rossoneri, pur privi della coppia di centrali difensivi titolari composta da Franco Baresi e Alessandro Costacurta e dei lungodegenti Marco van Basten, Jean-Pierre Papin e Gianluigi Lentini, si aggiudicano il quinto alloro europeo, vincendo per 4-0 grazie alla doppietta di Daniele Massaro nel primo tempo e ai gol di Dejan Savićević e Marcel Desailly all'inizio della ripresa. Marcel Desailly, che aveva vinto la Champions League l'anno prima con l'Olympique Marsiglia, diventa il primo giocatore a laurearsi campione d'Europa in due stagioni consecutive con club differenti, curiosamente militando tra le file degli ex avversari del Milan, che aveva battuto nell'edizione precedente.
Il Milan, ancora allenato da Fabio Capello, raggiunge la finale per il terzo anno consecutivo nell'edizione 1994-1995, ma perde per 1-0 contro l'Ajax di Louis van Gaal a Vienna. I lancieri, al loro quarto successo, il primo dal 1972-1973, presentano una formazione costituita in gran parte da calciatori provenienti dal proprio vivaio, tra cui il diciannovenne attaccante Patrick Kluivert, autore del gol della vittoria.

### La seconda coppa della Juventus e le finali perse contro Borussia Dortmund e Real Madrid (1996-1998)
Nell'edizione 1995-1996 la Juventus, guidata in panchina da Marcello Lippi e con in campo un giovane Alessandro Del Piero, torna, a undici anni dalla tragica notte di Bruxelles, a far suo il trofeo, superando i detentori dell'Ajax per 4-2 ai tiri di rigore nella finale dell'Olimpico di Roma, dopo che i supplementari si erano conclusi sul punteggio di 1-1 (Jari Litmanen aveva risposto sul finire del primo tempo regolamentare al gol del bianconero Ravanelli). Dagli undici metri, dopo gli errori di Sonny Silooy e di Edgar Davids per gli olandesi, risulta decisiva la trasformazione di Vladimir Jugović.
Gianluca Vialli diventa il primo attaccante europeo, nonché sesto giocatore italiano in assoluto dopo gli ex bianconeri Sergio Brio, Antonio Cabrini, Gaetano Scirea, Marco Tardelli e Stefano Tacconi, ad aver vinto le tre competizioni stagionali UEFA.

Il capitano della Juventus, Gianluca Vialli, solleva il trofeo al termine della finale del 1996.

Da questo momento il mondo del calcio inizia ad adattarsi ai cambiamenti radicali legati alla sentenza Bosman, che consente a tutti i calciatori dell'Unione Europea di trasferirsi gratuitamente alla scadenza del proprio contratto, ma l'impatto più importante è subito dalla Champions League: questa sentenza vieta infatti alle leghe calcistiche nazionali dei Paesi UE, e anche alla UEFA, di porre un qualsivoglia "tetto" al numero di giocatori stranieri tesserabili qualora ciò discriminasse cittadini dell'Unione Europea. Con la sentenza Bosman quel limite poté ancora essere applicato, ma limitatamente all'ingaggio dei soli atleti extracomunitari.
Il Borussia Dortmund entra nel novero delle compagini campioni d'Europa nell'edizione 1996-1997, allorquando i tedeschi sconfiggono i detentori della Juventus per 3-1 nella finale di Monaco di Baviera, dopo aver precedentemente superato in semifinale gli inglesi del Manchester United. Il centrocampista portoghese Paulo Sousa diviene il secondo calciatore della storia, dopo Marcel Desailly, a conquistare il trofeo per due stagioni di fila militando in due diverse formazioni ed il primo a farlo battendo proprio la sua ex-squadra, la Juventus, con la quale aveva primeggiato nella manifestazione appena un anno prima.
Nell'edizione successiva l'UEFA apre le porte della Champions League alle seconde classificate degli otto migliori campionati continentali (guarda anche Formula del torneo); sarà il Real Madrid guidato da Jupp Heynckes ad aggiudicarsi il titolo, ponendo fine alla propria astinenza di successi nel massimo torneo continentale che durava dal 1966. Il club della capitale iberica vince, infatti, per la settima volta la coppa (per la prima volta sotto la denominazione Champions League) battendo la Juventus per 1-0 nella finale disputata all'Amsterdam Arena, con una rete di Predrag Mijatović in sospetta posizione di fuorigioco non ravvisata dall'arbitro. Per i bianconeri di Marcello Lippi si tratta della seconda sconfitta in due finali consecutive del torneo, evento mai verificatosi prima nella storia della competizione.

### I ritorni di Manchester United e Bayern Monaco e due nuove coppe del Real Madrid (1999-2002)

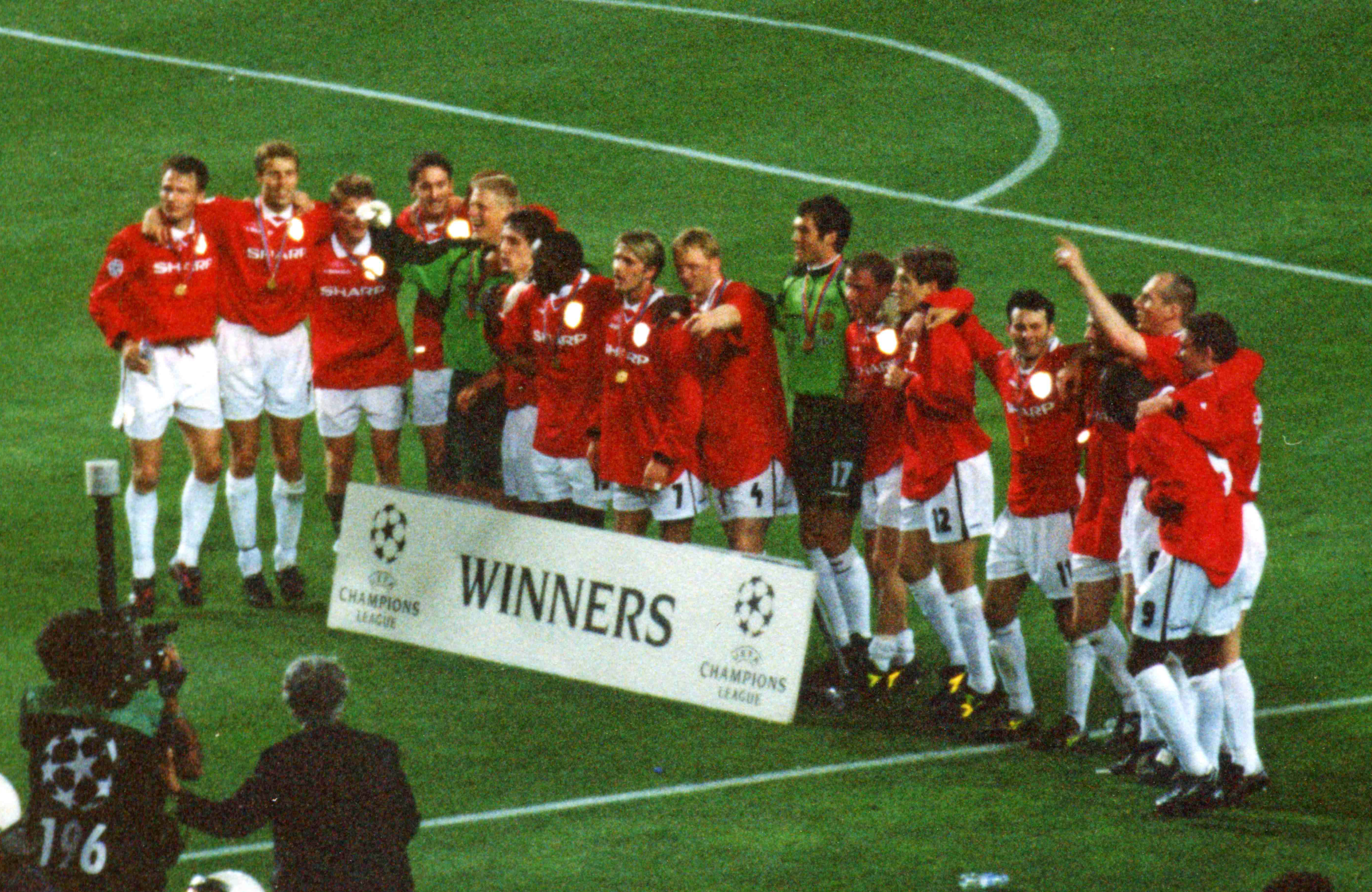
Il Manchester United di Alex Ferguson, vincitore nel 1999.

La UEFA Champions League 1998-1999 incorona il Manchester Utd, capace di centrare il cosiddetto treble, ovvero la vittoria, in un'unica stagione, di campionato, coppa nazionale e Champions League. I Red Devils escono imbattuti da un difficile raggruppamento comprendente anche Barcellona e Bayern Monaco e superano due italiane, Inter e Juventus, rispettivamente nei quarti e in semifinale. In finale anche l'altra squadra, il Bayern Monaco, è in procinto di realizzare il treble, conducendo la gara per 1-0 con un gol su calcio di punizione di Mario Basler. I tedeschi dominano per lunghi tratti l'incontro e, pur non riuscendo a raddoppiare anche per merito del portiere Peter Schmeichel, alla sua ultima partita tra le file dei mancuniani, sembrano avere la vittoria in pugno. Quando l'arbitro Pierluigi Collina decreta tre minuti di recupero prima della fine delle ostilità, tutti i giocatori dello United si portano nell'area avversaria alla ricerca del pareggio. Su un calcio d'angolo battuto poco dopo il 90' da David Beckham segna il subentrato Teddy Sheringham. Giusto un minuto dopo, da un altro corner di Beckham scaturisce un secondo gol, stavolta realizzato da Ole Gunnar Solskjær su assist dello stesso Sheringham: il repentino cambiamento del risultato è motivo di disperazione per i bavaresi e sancisce il trionfo dei Red Devils, il secondo dopo quello del 1968 ed il primo per un club inglese dal 1984. In questa edizione della manifestazione, per la prima volta si sono affrontate in finale due squadre qualificatesi tramite il turno preliminare.
L'edizione 1999-2000 coincide con un nuovo cambiamento della formula della UEFA Champions League, ora aperta anche alle terze classificate delle sei principali federazioni e alle quarte classificate delle migliori tre (vedi anche Formula del torneo).
Le compagini spagnole tornano al dominio europeo: dopo aver vinto due Coppe dei Campioni nel 1992 con il Barcellona e nel 1998 con il Real Madrid, la Spagna ha tre semifinaliste nell'edizione 1999-2000 del massimo torneo continentale (Real Madrid, Valencia e Barcellona). In quest'edizione, inoltre, si gioca la prima finale tra due squadre di uno stesso Paese, Real Madrid e Valencia, allo Stade de France di Parigi, l'impianto in cui si era disputata la prima finale assoluta della Coppa dei Campioni; anche questa volta vince, come allora, il club madrileno, che sconfigge i connazionali del Valencia per 3-0. Le merengues giungono alla prima finale del nuovo millennio avendo avuto la meglio sul Bayern Monaco in semifinale e sul Manchester United nei quarti.

Il Bayern Monaco di Ottmar Hitzfeld, vincitore nel 2001.

Nella UEFA Champions League 2000-2001 il campionato spagnolo ha due semifinaliste, Real Madrid e Valencia, che avevano dato vita ad un inedito e storico derby nell'ultimo atto della manifestazione appena un anno prima. Il Valencia raggiunge nuovamente la finale, in programma allo stadio Meazza di Milano, e viene ancora una volta battuto, stavolta dal Bayern Monaco per 5-4 dopo i tiri di rigore (1-1 alla fine dei tempi regolamentari). L'allenatore tedesco Ottmar Hitzfeld vince così per la seconda volta la Coppa dei Campioni, con una seconda squadra, a quattro anni dal trionfo ottenuto alla guida del Borussia Dortmund nel 1997. Per la formazione valenciana si tratta della seconda sconfitta consecutiva in finale, come già successo alla Juventus tra il 1997 e il 1998. Il Bayern Monaco dimostra di saper mettere a frutto le proprie doti nell'interpretazione tattica delle partite, riuscendo a vincere il suo quarto titolo contro squadre maggiormente dotate dal punto di vista tecnico.
Dalla UEFA Champions League 2001-2002 esce trionfatore ancora una volta il Real Madrid. Sono almeno due le analogie con la finale vinta dai blancos nel 1960 contro i tedeschi dell'Eintracht Francoforte: la nazionalità della compagine avversaria e l'impianto di gioco, di nuovo l'Hampden Park di Glasgow. Mentre la squadra di allora era formata da campioni come Di Stéfano e Puskás, quella del 2002 è il Real dei cosiddetti Galácticos ("galattici"), cioè dei giocatori molto quotati a livello internazionale che vengono acquistati ad ogni sessione annuale del calciomercato, secondo una precisa politica del presidente del club, Florentino Pérez. Dopo aver prevalso in semifinale sui connazionali del Barcellona, nella sfida in terra scozzese le merengues s'impongono per 2-1 sul Bayer Leverkusen allenato da Klaus Toppmöller, formazione che quell'anno sfiora il treble classico classificandosi seconda nelle tre competizioni più importanti. In Bundesliga, infatti, i rossoneri perdono cinque punti nelle ultime tre giornate a favore del Borussia Dortmund, che si aggiudicherà il campionato, e in Coppa di Germania vengono sconfitti in finale per 4-2 dallo Schalke 04.

### La prima finale tutta italiana e il secondoexploitdel Porto (2003-2004)
La stagione 2002-2003 segna il ritorno delle compagini italiane al vertice del calcio europeo. Dopo aver dominato le tre competizioni UEFA a partire dalla fine degli anni ottanta e per larga parte dei novanta, esse stavano vivendo una fase critica, culminata nella disfatta del 2000-2001, annata in cui nessun club italiano aveva raggiunto i quarti di finale della UEFA Champions League. La tendenza è, appunto, invertita nell'edizione 2002-2003, in cui tre delle quattro semifinaliste sono squadre italiane (Milan, Juventus e Inter). In semifinale vi è il primo storico derby europeo tra le milanesi, un doppio confronto con entrambe le gare disputate al Meazza in cui vige un sostanziale equilibrio. Alla fine prevale il Milan, che dopo il pari a reti bianche dell'andata in "casa" si qualifica grazie all'1-1 in "trasferta", beneficiando della regola dei gol fuori casa: Ševčenko è il marcatore dei rossoneri, mentre è inutile la rete a cinque minuti dal termine del giovane attaccante interista Obafemi Martins. Nell'altra semifinale la Juventus affronta il Real Madrid e lo sconfigge per 3-1 allo stadio Delle Alpi dopo aver perso per 2-1 all'andata al Santiago Bernabéu. Decisivi sono i gol di Trezeguet, Del Piero e Nedved e il rigore parato da Buffon a Luís Figo; in rete va anche il grande ex Zinédine Zidane.

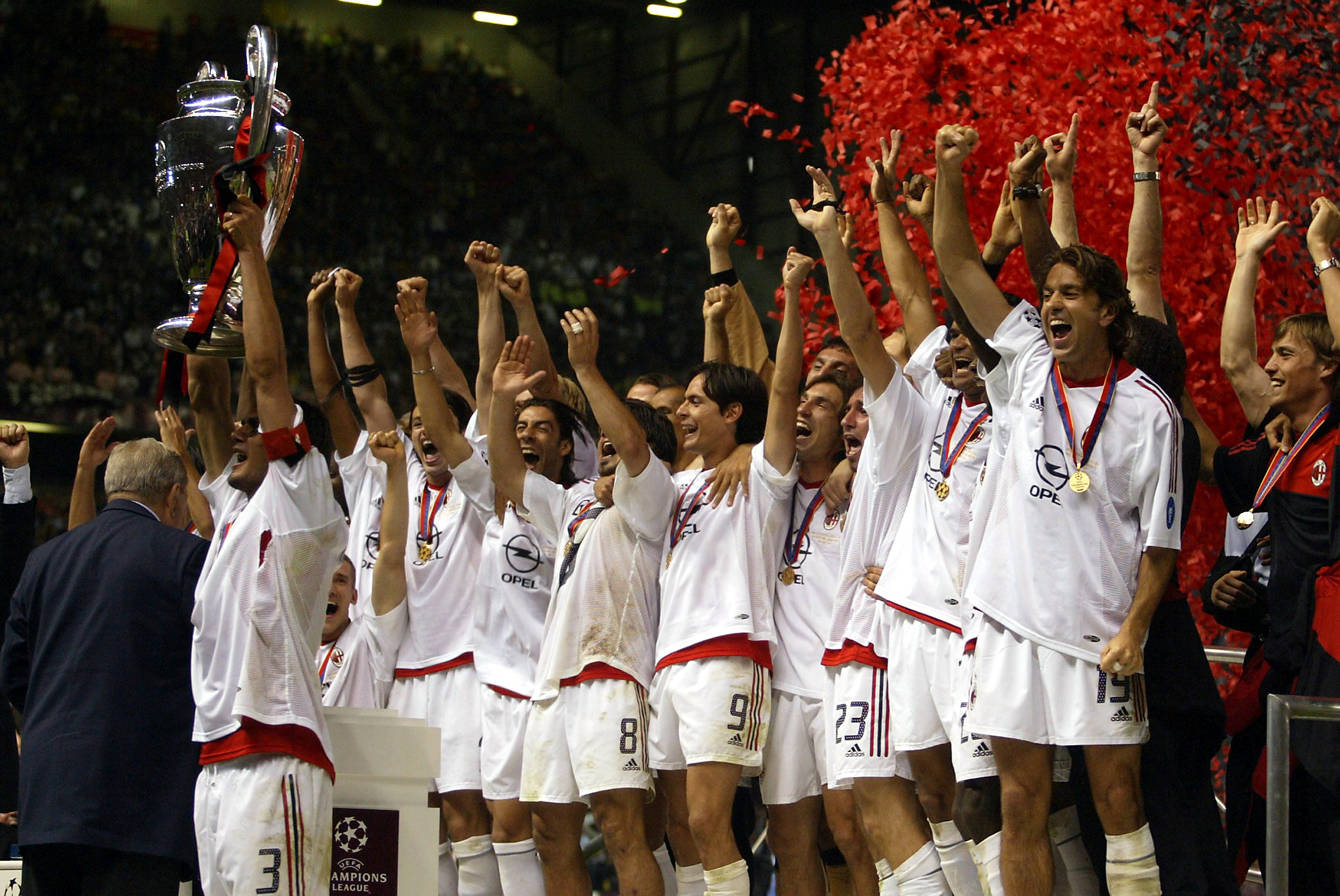
Il Milan celebra la Champions League vinta ai rigori contro la Juventus all'Old Trafford nel 2003.

Ad aggiudicarsi la coppa è il Milan, di nuovo campione dopo nove anni. In finale, il 28 maggio all'Old Trafford di Manchester, i rossoneri sconfiggono ai tiri dal dischetto la Juventus, priva dello squalificato Pavel Nedvěd, nella prima finale della Coppa dei Campioni/UEFA Champions League con entrambe le contendenti italiane. La partita si conclude a reti inviolate dopo i tempi supplementari, con poche azioni degne di nota, tra cui un gol annullato a Ševčenko, una grande parata di Buffon su Filippo Inzaghi e una traversa colpita da Antonio Conte. Ai rigori Dida respinge tre conclusioni avversarie e Andrij Ševčenko trasforma il tiro decisivo che consegna il trofeo al proprio club; il capitano Paolo Maldini lo solleva al cielo d'Inghilterra quarant'anni dopo suo padre Cesare, campione d'Europa 1962-1963 col Milan a Londra. Clarence Seedorf si aggiudica la sua terza UEFA Champions League, diventando il primo calciatore a trionfare per tre volte nella manifestazione con tre distinti club: aveva, infatti, già vinto con l'Ajax nel 1994-1995, proprio contro il Milan, e con il Real Madrid nel 1997-1998, quando aveva battuto la Juventus. Per Marcello Lippi si tratta della terza sconfitta in finale di UEFA Champions League, dopo quelle del 1997 e del 1998, sempre alla guida della Juventus: in totale il tecnico viareggino ha disputato quattro finali vincendone una, a Roma nel 1996, superando i campioni dell'Ajax ai tiri di rigore.
A La Coruña il Deportivo, sconfitto per 4-1 a San Siro dal Milan campione d'Europa uscente, è in grado di battere per 4-0 gli italiani campioni d'Europa in carica nella gara di ritorno dei quarti di finale dell'edizione 2003-2004, ribaltando il 4-1 per i rossoneri dell'andata. Sempre ai quarti, oltre all'inopinata eliminazione del Milan, vi è quella del blasonato Real Madrid ad opera del Monaco. In un altro quarto di finale si scontrano le londinesi Arsenal e Chelsea, con quest'ultima formazione che prevale nel doppio confronto. La finale è tra due outsider come il Monaco allenato da Didier Deschamps e il Porto di José Mourinho, con la società lusitana che, alla seconda finale di Coppa Campioni/UEFA Champions League, in virtù di un perentorio 3-0 è nuovamente regina d'Europa dopo il successo del 1987.

### La rimonta del Liverpool, ilbisdel Barcellona e la rivincita del Milan (2005-2007)
L'edizione 2004-2005 viene vinta ai tiri di rigore dal Liverpool contro il Milan nella finale di Istanbul. Questa stagione è caratterizzata da un lungo susseguirsi di vittorie da parte del sodalizio rossonero, che conclude al primo posto il proprio raggruppamento e poi elimina il Manchester United agli ottavi di finale (doppio 1-0), l'Inter ai quarti (successi per 2-0 in casa e 3-0 a tavolino nel ritorno) e il PSV Eindhoven in semifinale (vittoria per 2-0 a Milano e sconfitta per 3-1 al Philips Stadion). Il 25 maggio il Milan affronta allo stadio olimpico Atatürk di Istanbul i Reds, giunti all'atto conclusivo dopo aver superato il girone come secondi classificati ed aver estromesso il Bayer Leverkusen agli ottavi, la Juventus ai quarti e il Chelsea in semifinale. La squadra di Carlo Ancelotti domina il gioco chiudendo il primo tempo in vantaggio per 3-0, grazie al repentino gol del capitano Paolo Maldini - la più veloce realizzazione in finale nella storia del torneo - e alla doppietta di Crespo. Nella ripresa, tuttavia, i rossoneri si fanno raggiungere sul 3-3 in soli sei minuti, durante i quali un rigore parato dal portiere rossonero Dida viene ribadito in gol da Xabi Alonso. La gara si protrae ai tempi supplementari, dove l'estremo difensore polacco Jerzy Dudek è autore di un salvataggio su un tiro ravvicinato di Ševčenko, e successivamente ai rigori. Qui il Milan fallisce tre tiri dal dischetto, di cui l'ultimo, decisivo, proprio con l'attaccante ucraino. È quindi il club inglese a mettere in bacheca, per la quinta volta, la coppa dalle grandi orecchie.

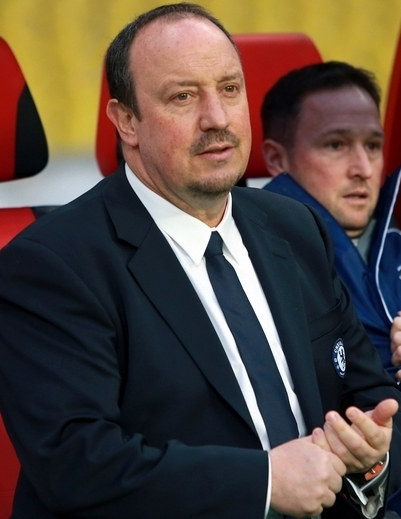
Rafael Benítez, allenatore del Liverpool trionfatore nel 2005.

L'edizione 2005-2006 si conclude con la vittoria del Barcellona, a quattordici anni di distanza dal suo primo successo. I catalani, allenati dall'ex campione del Milan Frank Rijkaard e guidati dalla stella Ronaldinho, impressionano per la capacità di abbinare un gioco a tratti spettacolare con la concretezza delle squadre esperte. Dopo aver eliminato in semifinale il Milan, nella finale di Parigi superano per 2-1 in rimonta l'Arsenal di Thierry Henry, alla sua prima finale di Champions. Questa partita segna la trasmissione da parte di Sky Italia del primo evento televisivo in diretta visibile in alta definizione col nuovo decoder satellitare.
Nella stagione 2006-2007 si assiste alla rivincita del Milan sul Liverpool. Dopo un'estate caratterizzata dallo scandalo del calcio italiano del 2006 ed avendo rischiato di non potersi iscrivere alla Champions in quanto coinvolto nella vicenda giudiziaria, il club guidato da Ancelotti deve partire dal terzo turno preliminare contro la Stella Rossa per ottenere l'accesso alla fase a gironi. Per la società lombarda si tratta dell'ottava partecipazione al torneo negli ultimi dieci anni.

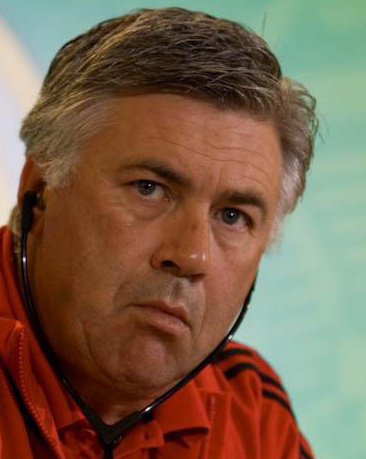
Carlo Ancelotti, tecnico campione nel 2003 e nel 2007 con il Milan e successivamente nel 2014, nel 2022 e nel 2024 alla guida del Real Madrid, per un totale record di cinque successi da allenatore, che si sommano ai due ottenuti da calciatore del Milan nel 1989 e nel 1990.

Classificatosi primo nel proprio girone e avendo sconfitto nella fase ad eliminazione diretta Celtic e Bayern Monaco, il Milan approda alle semifinali. Le altre squadre qualificate sono tre inglesi: Liverpool, Chelsea e Manchester Utd. Superati i Red Devils, i milanesi raggiungono in finale il Liverpool, che in semifinale aveva battuto, come due anni prima, i Blues. Allo stadio Olimpico di Atene, dopo il favorevole precedente del '94 contro il Barcellona, il Diavolo solleva al cielo la sua settima Coppa dei Campioni - la quinta in diciotto anni - vincendo per 2-1 con doppietta di Filippo Inzaghi.
In quella stagione il nuovo presidente dell'UEFA Michel Platini aveva ripristinato la vecchia cerimonia di premiazione, che in passato avveniva sulla tribuna dello stadio e non già sul terreno di gioco. L'ultima squadra ad alzare il trofeo dalla tribuna era stato proprio il Milan ad Atene nel 1994: la formazione italiana replica tredici anni dopo nel medesimo impianto.
Dopo l'edizione 1998-1999 per la seconda volta nella storia della competizione arrivano in finale due squadre qualificatesi al torneo tramite il turno preliminare.

### I terzi trionfi di Manchester United, Barcellona e Inter (2008-2010)
Nella stagione 2007-2008 la Champions League viene vinta dal Manchester Utd, che battendo ai rigori il Chelsea nella prima finale tutta inglese della competizione diviene campione d'Europa per la terza volta.
Alle semifinali si verifica una situazione sovrapponibile a quella dell'anno precedente e delle edizioni 1999-2000 e 2002-2003, con 3 squadre su 4 della stessa nazionalità, in questo caso inglese: da una parte del tabellone si affrontano per la terza volta in quattro anni Liverpool e Chelsea; dall'altra si sfidano il Manchester Utd e il Barcellona. I Reds pregiudicano la qualificazione nella partita di andata con un autogol negli ultimi minuti di John Arne Riise. L'altra semifinale di andata, tra catalani e mancuniani, termina 0-0, con Cristiano Ronaldo che fallisce un rigore in avvio; la gara di ritorno, più tattica, si conclude con la qualificazione degli inglesi, vittoriosi grazie a un gol di Scholes.
In finale i Red Devils sfidano il Chelsea, giunto per la prima volta in fondo alla massima competizione europea grazie ad un 3-2 all'extratime col Liverpool. Prima finale tutta inglese nella storia del torneo, la terza tra squadre di uno stesso Paese dopo quelle del 2000 e del 2003.
Il primo tempo finisce con il parziale di 1-1, con Cristiano Ronaldo a segno di testa per il Manchester Utd al 25' e Frank Lampard per il Chelsea al termine di un'azione confusa al 44', con dedica del gol alla madre morta poco tempo prima alzando le braccia al cielo. Il risultato rimane immutato fino alla fine dei tempi supplementari, durante i quali al 115' Didier Drogba viene espulso per uno schiaffo rifilato a Nejmania Vidic. Ai tiri di rigore falliscono Ronaldo per i mancuniani e il capitano John Terry per i londinesi, che scivolando al momento di calciare l'ultimo dei 5 rigori fallisce l'occasione di portare i Blues per la prima volta sul tetto d'Europa, proprio quando sembravano a un passo dal successo. L'errore decisivo è quello di Anelka al settimo tiro, parato da van der Sar.

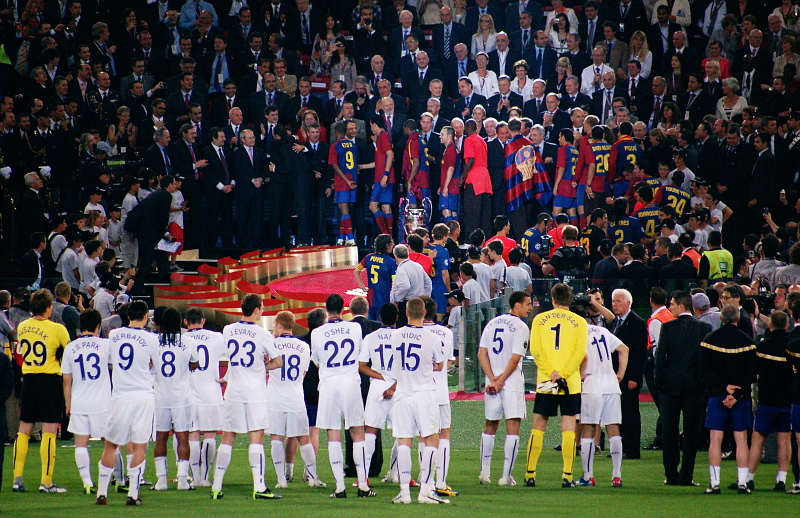
Il Barcellona, vincitore nel 2009, viene premiato sul palco d'onore dell'Olimpico di Roma, sotto lo sguardo degli sconfitti del Manchester Utd.

La massima competizione europea dell'annata 2008-2009 viene vinta dal Barcellona, che sconfigge in finale i detentori del Manchester Utd aggiudicandosi il trofeo per la terza volta nella finale disputata allo Stadio Olimpico di Roma.
La Juventus rientra in Champions dopo tre anni; torna sul palcoscenico europeo anche il Bayern Monaco, assente da una stagione, mentre manca dopo sei anni di soddisfazioni il Milan. Dopo la fase a gironi sono presenti il Barcellona, i campioni in carica del Manchester, le altre inglesi Liverpool e Arsenal, l'Inter, la Juventus e la Roma, il Real Madrid e il Chelsea, oltre a Sporting Lisbona, Porto, Villarreal e Atlético Madrid.
Nelle semifinali, come l'anno prima, figurano nuovamente tre inglesi più il Barcellona, ma con l'Arsenal al posto del Liverpool. I Blaugrana eliminano il Chelsea grazie al gol in trasferta in pieno recupero di Andrés Iniesta, mentre lo United s'impone sull'Arsenal.
In finale il risultato si sblocca al decimo minuto, quando Samuel Eto'o porta in vantaggio il Barcellona. Il secondo tempo vede una netta supremazia del Barcellona e a dodici minuti dal fischio finale Xavi, in azione sulla fascia destra, crossa per Lionel Messi che realizza di testa la rete del 2-0. Il Barcellona dell'allenatore Josep Guardiola, già vincitore nel 1991-1992 da giocatore, diventa la prima squadra spagnola a mettere a segno il treble: oltre alla Champions, aveva vinto anche Liga e Coppa del Re.

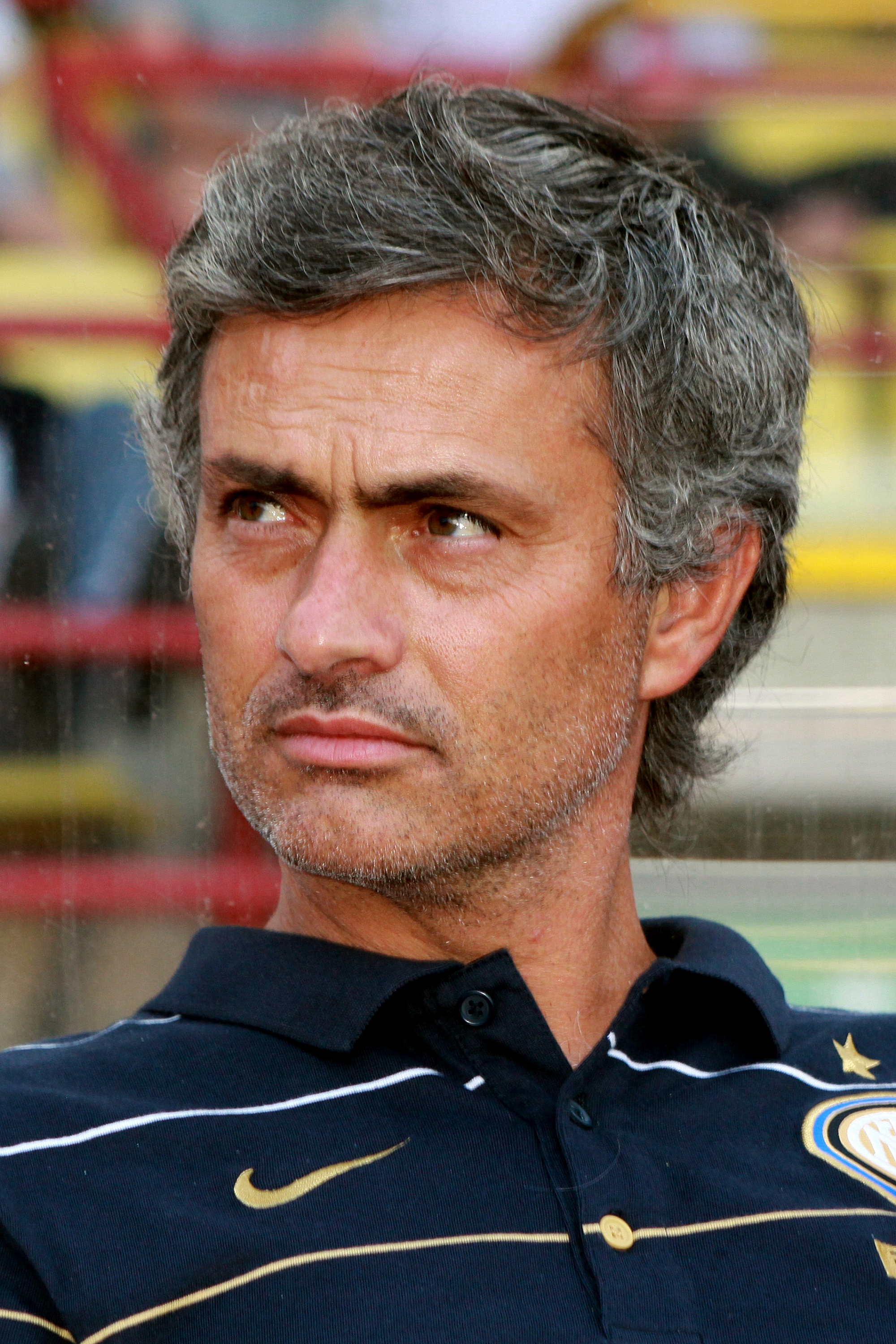
José Mourinho, allenatore dell'Inter campione nel 2010.

L'edizione 2009-2010 fa registrare la vittoria dell'Inter, che sotto la guida tecnica dell'allenatore portoghese José Mourinho torna a vincere il trofeo dopo 45 anni. Terza Coppa dei Campioni per i  nerazzurri, la prima da quando il torneo ha assunto la denominazione di UEFA Champions League. 	
Si qualificano agli ottavi di finale tre italiane (Inter, Milan e Fiorentina), tre inglesi (Chelsea, Arsenal e Manchester Utd), il Real Madrid, il Barcellona, le francesi Bordeaux e Olympique Lione, il Siviglia, il Bayern Monaco, l'Olympiakos, il CSKA Mosca, il Porto e lo Stoccarda.
Nel primo dei quattro quarti di finale i Red Devils vengono eliminati dal Bayern Monaco, che passa il turno grazie ai gol segnati in trasferta. Nel secondo il derby francese tra Lione e Bordeaux si risolve in favore dei primi, che raggiungono le semifinali per la prima volta nella loro storia. Dall'altra parte del tabellone la sfida Inter-CSKA vede la doppia vittoria dei milanesi per 1-0, mentre il Barcellona supera l'Arsenal grazie a un pareggio a Londra per 2-2 e a un 4-1 casalingo, con una quaterna di Lionel Messi dopo la realizzazione di Nicklas Bendtner in una sorta di riedizione della finale di Parigi nel 2006. Le semifinali sono Bayern Monaco-Lione e Inter-Barcellona: i bavaresi hanno la meglio sui francesi, sconfiggendoli con il punteggio complessivo di 4-0, mentre l'Inter, dopo la vittoria casalinga per 3-1 sul Barcellona, nel ritorno al Camp Nou perde per 1-0 resistendo in 10 uomini per larga parte della gara e accede così alla finale dopo 38 anni di attesa. L'ultima disputata dai nerazzurri risaliva infatti al 1972.
Il 22 maggio 2010 a Madrid si sfidano quindi Bayern Monaco e Inter: i due club si affrontano dopo aver realizzato entrambi il double coi successi in campionato e coppa nazionale. Allo Stadio Santiago Bernabéu, è una doppietta di Milito a sancire il 2-0 con cui l'Inter si laurea campione d'Europa diventando inoltre la prima squadra italiana a centrare il treble classico; i tedeschi appaiano invece il Milan a quota quattro finali perse, dopo le sconfitte del 1982, del 1987 e del 1999 rispettivamente contro Aston Villa, Porto e Manchester Utd.

### Il ritorno del Barcellona, il primo acuto del Chelsea e il quinto del Bayern Monaco (2011-2013)

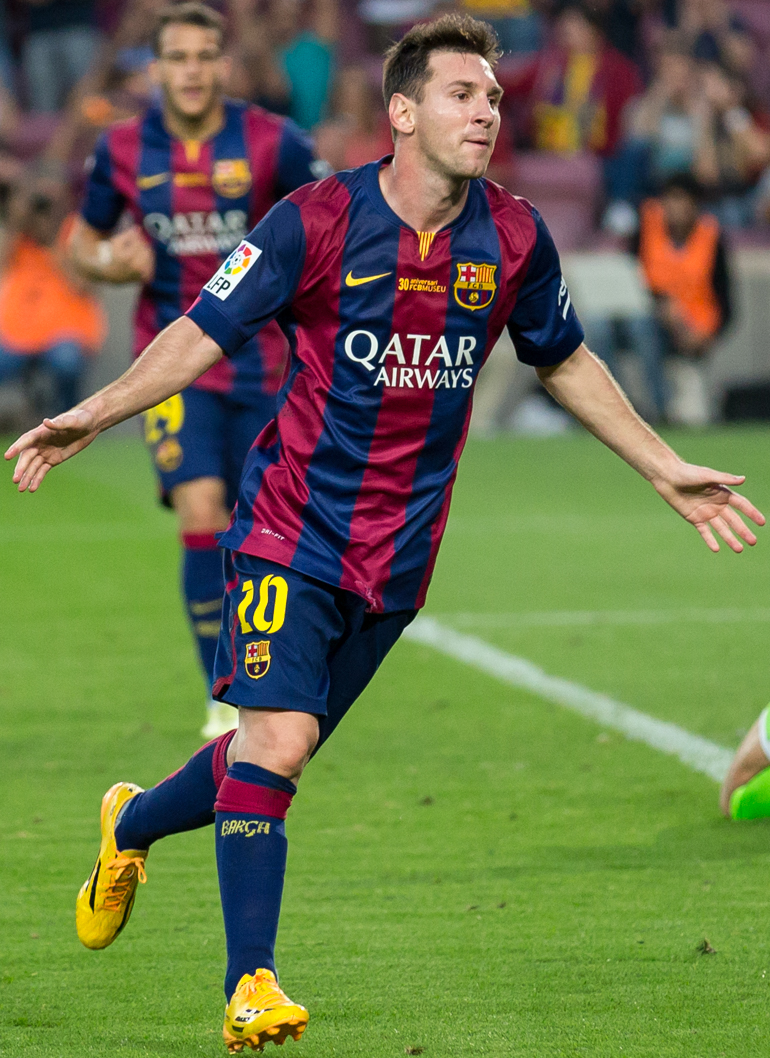
Lionel Messi, il solo calciatore ad aver segnato cinque gol in una partita di UEFA Champions League. Il record fu stabilito nel marzo 2012, nella gara di ritorno degli ottavi di finale contro il.

Il 28 maggio 2011 il Barcellona diviene campione d'Europa per la quarta volta, battendo a Wembley il Manchester Utd per 3-1 con i gol di Pedro, Lionel Messi e David Villa; anche in questo caso si tratta di una sfida già vista, essendosi le due compagini affrontate due anni prima in finale a Roma. Con una squadra giovane, formata in prevalenza da ragazzi provenienti dalle giovanili, gli azulgrana ottengono la terza vittoria in sei anni.
Nella prima fase spicca nel gruppo A il primo posto del Tottenham, che supera in classifica la squadra campione in carica, l'Inter. Nel gruppo D, invece, il Copenaghen entra nella storia del calcio del proprio Paese, diventando la prima squadra danese ad accedere agli ottavi di finale della UEFA Champions League grazie al secondo posto nel girone dietro i futuri campioni del Barcellona e davanti al Rubin. Nel corso della fase a eliminazione diretta si registrano l'eliminazione del Tottenham per mano del Real Madrid, la riedizione della Supercoppa UEFA 2009 tra Barcellona e Šachtar, quella della finale di Champions del 2008 tra Red Devils e Blues e anche quella tra Bayern e Inter dell'annata precedente. Si riaffrontano pure Barcellona e Arsenal. In semifinale lo Schalke 04 di Raúl, che aveva estromesso l'Inter, verrà a sua volta eliminato dalla formazione mancuniana, che vincerà per 2-0 a Gelsenkirchen e per 4-1 all'Old Trafford. L'altra semifinale vedrà il Barcellona sconfiggere il Real Madrid con un complessivo 3-1 (2-0 in trasferta e 1-1 al Camp Nou).
Con la quarta affermazione dei catalani, la Spagna diventa la nazione con il maggior numero di Coppe dei Campioni/UEFA Champions League vinte.
Il 19 maggio 2012, all'Allianz Arena di Monaco di Baviera, il Chelsea di Roberto Di Matteo vince per la prima volta la UEFA Champions League, battendo in finale il Bayern Monaco 4-3 ai tiri di rigore dopo l'1-1 dei tempi regolamentari.

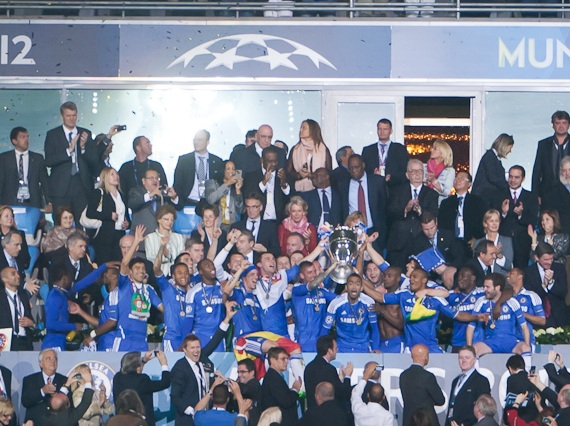
I giocatori del Chelsea celebrano la prima vittoria di un club londinese in UEFA Champions League, nel 2012.

Nella fase a gironi della UEFA Champions League 2011-2012 spiccano la qualificazione del Napoli agli ottavi, a discapito del Manchester City di Roberto Mancini, l'uscita di scena del Manchester Utd e la qualificazione come prima del proprio girone dell'APOEL. Agli ottavi si segnalano i quattro gol di Mario Gomez nel 7-0 col quale il Bayern fa fuori il Basilea dopo la sconfitta in casa degli elvetici ed i cinque di Leo Messi ai danni del Bayer Leverkusen. Per quanto riguarda i club italiani, una rete di Brandão dell'OM estromette l'Inter e lo stesso fa Ivanović nella doppia sfida che contrappone Chelsea e Napoli, mentre il Milan si qualifica soprattutto grazie al 4-0 di San Siro all'andata contro un Arsenal tignoso e mai rinunciatario. Ai quarti termina la favola dell'APOEL, battuto con un 8-2 complessivo dal Real; il Barcellona sconfigge il Milan con qualche brivido e due rigori. Doppio successo per Bayern e Chelsea.
Nelle semifinali il Bayern ai calci di rigore riesce ad eliminare i Blancos di José Mourinho, andando così a giocarsi la finale in casa, all'Allianz Arena. La rivale dei bavaresi sarà il Chelsea, che si qualifica a scapito del Barcellona di Josep Guardiola nonostante la situazione di 10 contro 11 per più di un'ora. Da sottolineare che entrambe le eliminazioni dei blaugrana nella gestione Guardiola si sono verificate in semifinale e in superiorità numerica contro la squadra che avrebbe poi battuto il Bayern conquistando la coppa. La finale tra il Chelsea e il Bayern padrone di casa si accende all'83' con un gol di testa di Müller; il Chelsea riacciuffa la parità a 2' dal 90' con il solito Drogba, che aveva già deciso di lasciare i Blues al termine della stagione. Ai supplementari Čech neutralizza un rigore dell'ex di turno Robben, mentre nella serie dal dischetto sbagliano Olić e Schweinsteiger con Drogba che manda in paradiso i londinesi.
Grazie alla vittoria del Chelsea l'Inghilterra diventa, a pari merito con l'Italia, la seconda nazione ad aver vinto più volte l'ambito trofeo.
Nell'edizione 2012-2013 a trionfare è il Bayern Monaco, che sconfigge i connazionali del Borussia Dortmund in una storica finale tutta tedesca. Nella fase a gironi si segnala l'uscita di scena dei campioni in carica del Chelsea, terzi dietro la Juventus (prima) e Šachtar (secondo), l'ultimo posto del Manchester City e il primo posto del Borussia Dortmund, che sopravanza il Real Madrid. Agli ottavi vi è la grande sfida tra Real Madrid e Manchester Utd, vinta dagli spagnoli tra le polemiche. Da segnalare anche il passaggio del turno della Juventus ai danni degli scozzesi del Celtic e l'eliminazione del Milan per mano del Barcellona. Avanzano anche Galatasaray, Málaga, Paris Saint-Germain, Borussia Dortmund e Bayern Monaco.
Ai quarti la Juve viene estromessa dal Bayern (doppio 2-0) e insieme ai bavaresi passano il Borussia, in virtù di una rocambolesca rimonta da 1-2 a 3-2 oltre il recupero contro il Málaga, il Barcellona, vittorioso contro il PSG, e il Real Madrid, che supera il Galatasaray.
Le due semifinali sanciscono il dominio tedesco: il Bayern s'impone nettamente sul Barcellona (4-0 in casa e 3-0 fuori casa) e il Borussia Dortmund elimina il Real Madrid (4-1 in casa e 0-2 in trasferta). Nel derby tedesco in finale il Bayern passa in vantaggio al 61' con gol di Mandžukić. Il Borussia pareggia al 69' con rigore di Gündoğan, ma viene beffato dal gol di Robben all'89'. Il Bayern si aggiudica così il quinto titolo nella competizione, portando a 7 il numero delle Champions vinte dalle squadre tedesche. Allo stesso tempo i bavaresi realizzano il treble, vincendo pure la Bundesliga e la Coppa di Germania.

### Il nuovo predominio spagnolo in Europa (2014-2018)
L'edizione 2013-14 celebra la conquista della décima da parte del Real Madrid (inseguita per 12 anni) contro i concittadini dell'Atlético Madrid nella seconda finale spagnola della storia, la prima tra due squadre della stessa città. Agli ottavi di finale il Real sconfigge agevolmente i tedeschi dello Schalke 04 6-1 all'andata e 3-1 al ritorno; lo stesso fanno i Colchoneros con il Milan di Seedorf battendolo 0-1 all'andata e 4-1 al ritorno, mentre il PSG 
elimina il Bayer Leverkusen con un 4-0 e un 2-1. Da segnalare i passaggi del turno da parte di Barcellona, Chelsea, Bayern Monaco, Manchester Utd e Borussia Dortmund. Nei quarti c'è il derby spagnolo fra Atlético Madrid e Barcellona, che finisce con l'eliminazione a sorpresa del Barça, mentre il Real Madrid supera con estrema difficoltà il Borussia Dortmund; completano il quadro la qualificazione dei Blues di Mourinho ai danni del PSG (ribaltando l'1-3 dell'andata con un 2-0 al ritorno) e del Bayern Monaco a scapito dei Red Devils (1-1 e 3-1).

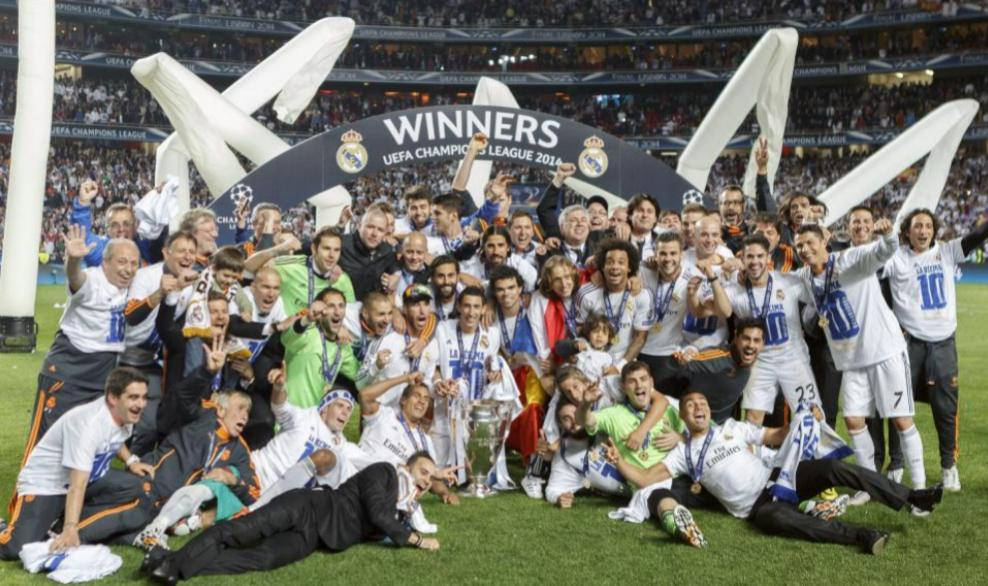
Il Real Madrid vincitore della UEFA Champions League nel 2013-2014.

Nelle semifinali si registra l'eliminazione del Bayern Monaco da parte del Real Madrid (con due vittorie, 1-0 e 4-0) e l'estromissione del Chelsea per mano dell'Atlético (0-0 a Madrid e 3-1 a Londra). In finale i rojiblancos si portano in vantaggio al 36' rimanendovi per quasi tutta la partita pur subendo il pressing del Real Madrid, che però al 93' riesce a pareggiare con Sergio Ramos trascinando la sfida ai supplementari. Al 110' le merengues raddoppiano con Bale, poi è di Marcelo al 118' la rete del 3-1 e infine su rigore Cristiano Ronaldo sigla il definitivo 4-1, consegnando alla propria squadra il decimo titolo di campione d'Europa e diventando, con 17 reti, il più prolifico cannoniere della storia della UEFA Champions League in una singola stagione, superando Messi e Altafini.
Nell'edizione 2014-2015 si verifica l'accesso alla finale dopo 12 anni della Juventus, ottenuta estromettendo i campioni in carica del Real Madrid, ma soprattutto il quinto trionfo degli spagnoli del Barcellona. 
I bianconeri superano il girone formato da Malmö, l'Olympiakos e Atlético Madrid, chiudendo alle spalle dei soli madrileni. Seguono i successi contro il Borussia Dortmund per 2-1 e 3-0 e il passaggio del turno contro il Monaco. In semifinale eliminano con un 2-1 e un 1-1 al Bernabéu il Real Madrid, con Álvaro Morata autore di due delle tre reti juventine (una all'andata ed una al ritorno). Per quanto riguarda i blaugrana, il girone viene superato brillantemente contro APOEL, Ajax e Paris Saint-Germain. Agli ottavi un 2-1 esterno e un 1-0 in casa contro il Manchester City permettono loro di accedere ai quarti, dove incontrano nuovamente i campioni di Francia che vengono travolti 3-1 e 2-0. In semifinale il 3-0 rifilato al Bayern Monaco rende vano il 3-2 subito in Baviera al ritorno.
La finale viene decisa da Ivan Rakitić e Luis Suárez, inframezzati dal pareggio di Morata. Nei minuti finali la Juventus si getta in avanti alla ricerca del pari ma viene punita da una ripartenza finalizzata da Neymar per il 3-1 finale. Per il Barcellona si tratta della quarta affermazione negli ultimi dieci anni; i catalani divengono inoltre la prima squadra a bissare un treble continentale. La Spagna è quindi la prima nazione a vincere il trofeo per due stagioni consecutive da quando la competizione è stata ribattezzata "Champions League". La Juventus, dal canto suo, subisce invece la sua sesta sconfitta nelle finali di Coppa Campioni/ Champions League, un record assoluto.

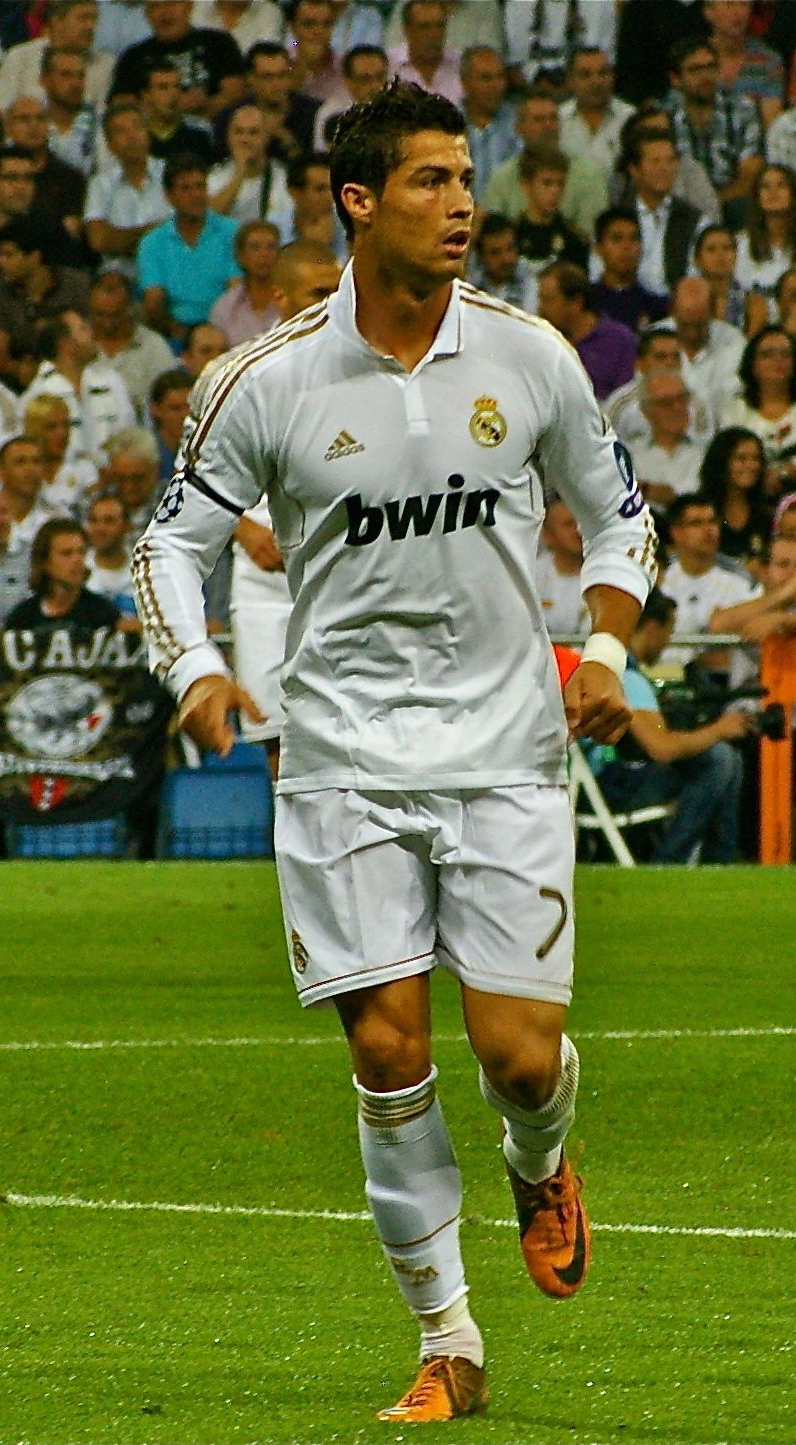
Cristiano Ronaldo, primatista di presenze, di reti e di assist nella UEFA Champions League e nelle competizioni UEFA per club. Con la doppietta realizzata contro la Juventus il 3 giugno 2017 divenne inoltre il primo calciatore ad andare a segno in tre diverse finali di Coppa Campioni/UEFA Champions League.

Nella stagione 2015-2016 la Champions League viene vinta per la seconda volta in tre anni dal Real Madrid, che nel derby in finale a Milano ha ancora una volta la meglio sull'Atlético. Ai gironi il Real sopravanza il Paris Saint-Germain, lo Šachtar e il Malmö FF, prima di superare la Roma agli ottavi (doppio 2-0) e il Wolfsburg ai quarti (sconfitta per 0-2 e vittoria per 3-0). In semifinale dopo un pareggio per 0-0 all'Etihad con il Manchester City, le Merengues vincono in casa per 1-0 e accedono all'atto conclusivo della manifestazione. L'Atlético Madrid riesce a superare ai quarti di finale i campioni in carica del Barcellona e in semifinale il Bayern Monaco di Guardiola, approdando alla finale di UEFA Champions League per la seconda volta in tre anni.
Nella finale del 28 maggio gli uomini di Zidane sono molto aggressivi nei primi minuti e passano in vantaggio al 15' grazie ad un gol di Ramos. Al 48' Griezmann fallisce il calcio di rigore del possibile pareggio e sembra condannare alla sconfitta gli uomini di Simeone. I Colchoneros però non si disuniscono e pareggiano al 79' con il subentrato Carrasco. Nei tempi supplementari le occasioni sono poche, complice la stanchezza, quindi si procede con i tiri di rigore. Al quarto tentativo per la sua squadra Juanfran colpisce il palo, mentre Ronaldo non sbaglia, consegnando così l'undicesima coppa alla sua squadra. Zidane diventa il primo allenatore francese a vincere la competizione.
Nell'edizione 2016-2017 il Real Madrid, battendo per 4-1 la Juventus, vince per la dodicesima volta il trofeo e diventa la prima squadra a trionfare per due anni consecutivi dall'istituzione della Champions League: l'ultima squadra a riuscire nell'impresa nella vecchia Coppa dei Campioni era stato il Milan di Sacchi. La Juventus elimina nei quarti il Barcellona (3-0 all'andata e 0-0 al ritorno) mentre in semifinale è la volta del sorprendente Monaco (2-0 in trasferta e 2-1 in casa). Nell'altra semifinale il Real Madrid, dopo aver superato ai supplementari il Bayern Monaco, estromette l'Atlético per il quarto anno di fila, vincendo 3-0 all'andata e perdendo 2-1 al ritorno.
In finale, dopo un primo tempo equilibrato chiusosi sull'1-1 con le reti di Ronaldo e Mandžukić, gli spagnoli certificano il proprio dominio sugli avversari segnando nella ripresa con Casemiro, Ronaldo e Asensio. La Juventus perde la settima finale su nove disputate incrementando ulteriormente il proprio primato negativo, mentre il Real Madrid vince il trofeo per la terza volta nelle ultime quattro edizioni. Mai prima di questa edizione del torneo una squadra italiana era stata battuta con tre gol di scarto in finale.
Nel 2017-2018 si assiste per la terza stagione consecutiva al successo finale del Real Madrid. Dopo aver terminato al secondo posto un girone con Tottenham e Borussia Dortmund, i blancos eliminano in ordine il Paris Saint-Germain, vincendo 3-1 e 2-1, la Juventus, con un secco 3-0 a Torino prima della sconfitta per 1-3 a Madrid, e infine il Bayern Monaco, vincendo 2-1 in Baviera e pareggiando 2-2 in casa. L’altra finalista è il Liverpool di Klopp, capace di eliminare agli ottavi il Porto, ai quarti il Manchester City e in semifinale la Roma.

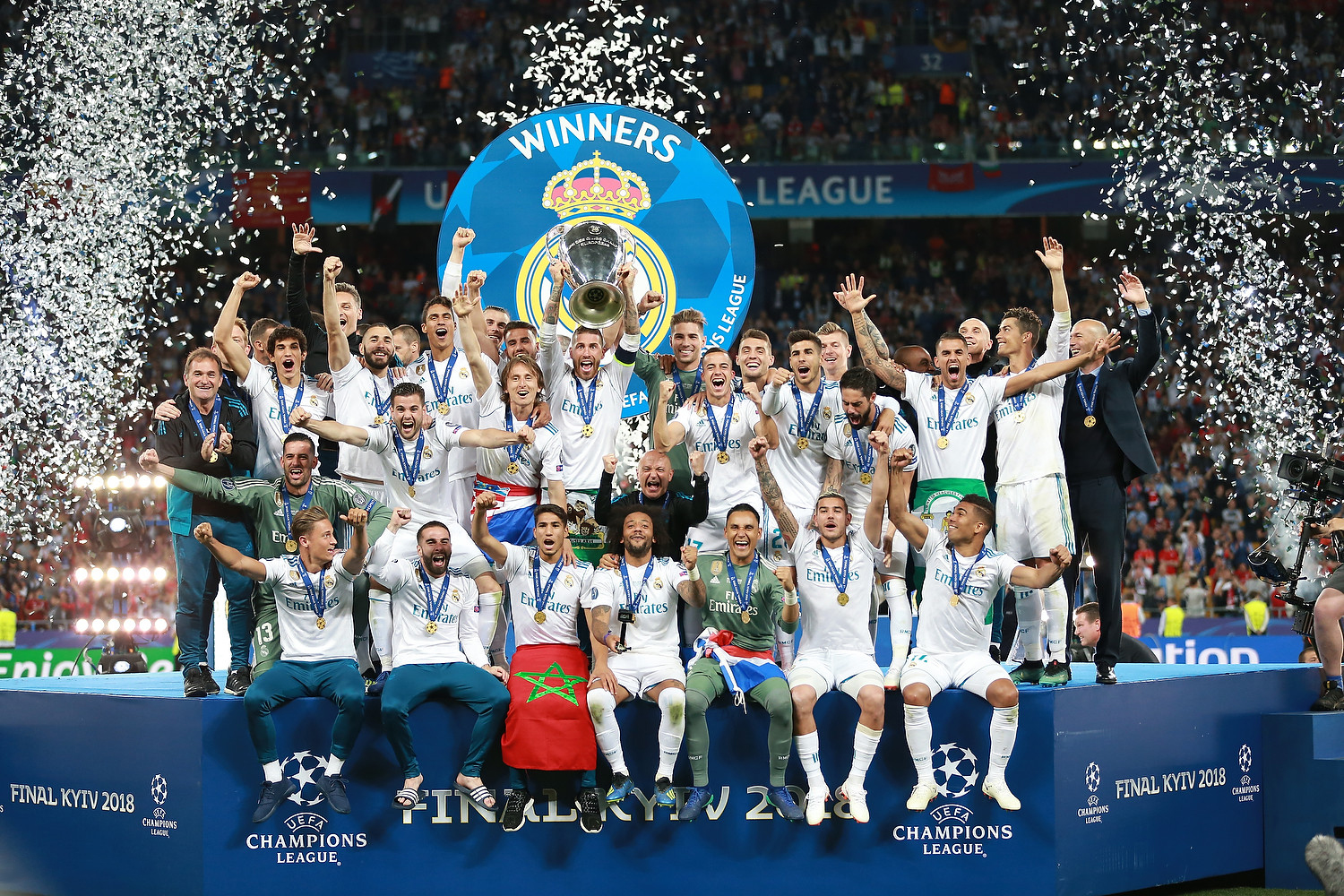
I giocatori del Real Madrid in trionfo dopo il terzo successo di fila in UEFA Champions League, nel 2018.

La finale vede una buona partenza del Liverpool, tuttavia l'uscita dal campo per infortunio di Salah condiziona gli inglesi, che nel secondo tempo cedono nettamente: un clamoroso errore del portiere Karius permette a Benzema di segnare il gol del vantaggio; il Liverpool prova a rientrare in gara con il gol del pareggio di Mané, ma poi è il subentrato Bale, approfittando anche di un altro vistoso errore di Karius, a realizzare la doppietta che sancisce il successo al Real Madrid. Gli spagnoli si aggiudicano il trofeo per la tredicesima volta; Zinédine Zidane diventa l'unico allenatore a vincere la Coppa dei Campioni/UEFA Champions League per tre volte consecutive, mentre Ronaldo si riconferma capocannoniere del torneo per il sesto anno di fila con 15 gol (settima volta in totale).

### Il ritorno delle inglesi e due prime volte (dal 2019)
Nell'edizione 2018-2019, a undici anni di distanza dalla vittoria del Manchester United sul Chelsea, si assiste a una nuova sfida tutta inglese per la conquista del titolo. Ad aggiudicarselo è il Liverpool, che batte i connazionali del Tottenham, giunti per la prima volta in finale di Coppa Campioni-Champions League. I Reds, qualificatisi solo all'ultima giornata della fase a gruppi, affrontano agli ottavi il Bayern Monaco, il Porto ai quarti e in semifinale il Barcellona, con una clamorosa rimonta sui catalani nella gara di ritorno dopo la netta sconfitta dell'andata. Anche gli Spurs si qualificano all'ultima giornata del girone, per poi eliminare il Borussia Dortmund agli ottavi, i connazionali del Manchester City ai quarti e l'Ajax in semifinale.
Nella finale al Metropolitano i Reds si portano subito avanti con un calcio di rigore di Salah; la partita procede senza particolari sussulti fino al definitivo raddoppio di Origi, che consente al Liverpool di alzare al cielo il trofeo per la sesta volta tornando al successo dopo quattordici anni. Capocannoniere dell'edizione è Lionel Messi del Barcellona, con 12 reti.
La stagione 2019-2020 è pesantemente condizionata dalla pandemia di COVID-19, che provoca la sospensione del torneo nel marzo 2020, a ottavi di finale in corso. La manifestazione riprende a porte chiuse nel mese di agosto, con i consueti incontri di andata e ritorno della restante fase ad eliminazione diretta sostituiti da partite secche in campo neutro (quindi con due turni in meno rispetto alla versione classica della Champions) da disputarsi allo stadio José Alvalade e allo stadio da Luz di Lisbona e con la finale spostata dalla programmata sede di Istanbul alla capitale portoghese. L'atto conclusivo del torneo, giocato al da Luz, il primo della storia a essere disputato nel mese di agosto, vede di fronte il Paris Saint-Germain, alla sua prima finale di Coppa dei Campioni-Champions League, e il Bayern Monaco, di nuovo in finale dopo sette anni. I parigini, dopo aver chiuso al primo posto il girone di prima fase, eliminano Borussia Dortmund agli ottavi, Atalanta ai quarti e la sorpresa RB Lipsia in semifinale; dal canto loro, i bavaresi superano a punteggio pieno (6 vittorie) il girone di prima fase, poi, in gare uniche, eliminano il Chelsea agli ottavi, il Barcellona ai quarti (trionfando per 8-2) e l'Olympique Lione in semifinale, accedendo così alla finale per l'undicesima volta. Ad aggiudicarsi il trofeo nella finale dello stadio da Luz di Lisbona sono proprio i tedeschi, che prevalgono per 1-0 (gol di Coman), concludendo il torneo con i record di 11 vittorie di fila, seppure con un numero minore di partite disputate rispetto alle altre edizioni del torneo, e 43 reti segnate, per una media di 3,9 gol a partita, oltre a piazzare Robert Lewandowski al primo posto nella classifica dei marcatori. Per il Bayern Monaco è il sesto titolo continentale.
Nell'edizione 2020-2021 si assiste ad un altro trionfo inglese. I campioni uscenti del Bayern Monaco vengono estromessi dal PSG, che in semifinale affronta il Manchester City in una sfida molto attesa; dall'altra parte del tabellone il Chelsea, tornato a disputare la semifinale dopo sette anni, affronta il Real Madrid. I Citizens prevalgono nettamente contro i francesi e si qualificano per la prima volta alla finale del torneo, dove trovano il Chelsea, che ha la meglio sugli spagnoli. La finale, inizialmente in programma allo stadio olimpico Atatürk di Istanbul, si gioca allo stadio do Dragão di Porto, a causa delle restrizioni imposte dal Regno Unito ai viaggiatori provenienti dalla Turchia per via dei disagi legati alla pandemia di COVID-19. Nell'atto conclusivo della massima competizione calcistica continentale si affrontano due squadre inglesi, come già avvenuto sia due anni prima che nel 2007-2008: anche in quell'edizione una delle due compagini finaliste era stata il Chelsea, che stavolta, a nove anni di distanza dal suo primo successo nella manifestazione, prevale sui connazionali del Manchester City per 1-0 grazie a un gol di Kai Havertz. L'italiano Jorginho viene eletto migliore calciatore del torneo, mentre la classifica dei marcatori se l'aggiudica il giovane norvegese Erling Haaland del Borussia Dortmund, astro nascente del calcio mondiale.
L'edizione seguente vede una sfida tra squadre inglesi e spagnole, che si dividono equamente i quattro posti delle semifinali. Il Real Madrid elimina il Paris Saint-Germain, i campioni in carica del Chelsea e finalisti uscenti del Manchester City, approdando alla finale dello Stade de France contro il Liverpool. I Reds, invece, si qualificano alla finale del torneo per la terza volta in cinque anni, superando il sorprendente Villarreal, tornato in semifinale nella competizione sedici anni dopo l'unico precedente. Nell'atto conclusivo del torneo vince, grazie al gol di Vinícius Júnior, il Real Madrid allenato da Carlo Ancelotti, il quale diviene l'allenatore più vincente nella storia della competizione. Ad aggiudicarsi la classifica marcatori è il centravanti delle merengues Karim Benzema, autore di 10 reti stagionali nella fase a eliminazione diretta del torneo e 15 totali nella competizione (eguagliato il record di Cristiano Ronaldo del 2016-2017).
L'edizione 2022-2023 fu vinta ancora una volta, la terza nelle ultime cinque edizioni, da una compagine inglese. La stagione vide in gran spolvero le squadre italiane, che per la prima volta da diciassette anni a quella parte portarono tre rappresentanti (Inter, Milan e Napoli, quest'ultima per la prima volta in assoluto tra le prime otto d'Europa) ai quarti di finale di UEFA Champions League. Le semifinali videro fronteggiarsi da un lato Inter e Milan, a diciott'anni dall'ultimo derby milanese in campo confederale, e dall'altro le protagoniste di una delle semifinali dell'anno precedente, Manchester City e Real Madrid. Ad avere la meglio furono l'Inter, che per la prima volta eliminò i concittadini in una coppa europea, e il Manchester City, che vendicò la sconfitta subita dodici mesi prima contro i madrileni. La finale, disputatasi nuovamente allo stadio olimpico Atatürk di Istanbul dopo diciott'anni, si concluse con la vittoria dei Citizens allenati da Pep Guardiola, che, grazie a un gol di Rodri, si aggiudicarono il trofeo per la prima volta. L'attaccante del City Erling Haaland vinse per la seconda volta la classifica dei cannonieri del torneo, con 12 reti.
Nel 2023-2024 in semifinale si fronteggiarono due tedesche, una francese e una spagnola, il Real Madrid di Carlo Ancelotti, che tornò al successo dopo due anni battendo nella finale di Wembley il Borussia Dortmund, dopo aver eliminato ai quarti i detentori del Manchester City. Grazie ai gol di Carvajal e Vinícius i madrileni si imposero per 2-0 e si aggiudicarono il trofeo per la quindicesima volta; Ancelotti consolidò il primato di allenatore più vincente nella competizione, con 5 successi (più 2 ottenuti da calciatore), mentre Daniel Carvajal, Toni Kroos, Luka Modrić, Nacho eguagliarono in tal modo il record di Francisco Gento, vincitore del torneo per 6 volte.
La formula del torneo cambia radicalmente nel 2024-2025, con l'introduzione di un'unica fase campionato in cui ciascuna delle 36 squadre affronta 8 avversarie, di cui 4 in casa e 4 in trasferta; a passare alla fase successiva sono 24 squadre, di cui 8 ammesse agli ottavi di finale e 16 agli spareggi. La prima edizione con il nuovo formato termina con una finale senza squadre spagnole, inglesi o tedesche per la prima volta dal 2004; l'atto conclusivo dell'Allianz Arena di Monaco di Baviera, infatti, vede fronteggiarsi il Paris Saint-Germain e l'Inter e si chiude con la storica vittoria dei parigini per 5-0, massimo scarto mai registrato in una finale del torneo. Grazie a questo successo, il primo dei parigini nella competizione, il PSG centra il treble, la prima volta per una squadra francese.